# Arte barocca

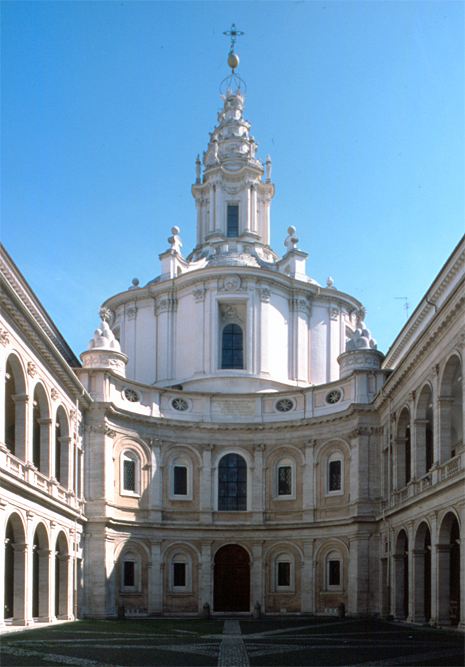
Roma, chiesa di Sant'Ivo alla Sapienza (1642), disegnata da Francesco Borromini

Barocco è il termine utilizzato dagli storici dell'arte per indicare lo stile artistico e architettonico dominante del XVII secolo. Lo stile barocco ha fondamenti negli ultimi anni del XVI secolo, ma nasce a Roma intorno al terzo decennio del Seicento.

## Origini e significato del termine
Il termine portoghese barrôco o spagnolo barrueco indicava la perla irregolare (in italiano scaramazza), e fu usato con riferimento all'arte per la prima volta alla fine del XVII secolo nel Dizionario dell'Académie française e nel secolo successivo nel Dictionnaire de Trevoux designando, con una sfumatura negativa, tutto ciò che è "irregolare, contorto, grottesco e bizzarro". In questo senso l'arte barocca era ed è considerata uno stile "anticlassico" per eccellenza, dove all'adesione delle rigide regole degli stili si andò sostituendo il capriccio dell'artista.
Questo giudizio negativo intrinseco, molto ben radicato sia durante il neoclassicismo, sia durante il successivo gusto romantico che prediligeva il Medioevo e il Rinascimento, sebbene sia stato decisamente superato nel campo degli studi storico-artistici, non si può dire ancora completamente dissolto da parte del pubblico generale. In ogni caso oggi si tende a sottolineare il virtuosismo della produzione artistica barocca, la sua teatralità, il coinvolgimento attivo dello spettatore, la straordinaria ricchezza di forme e colori. 

## Descrizione

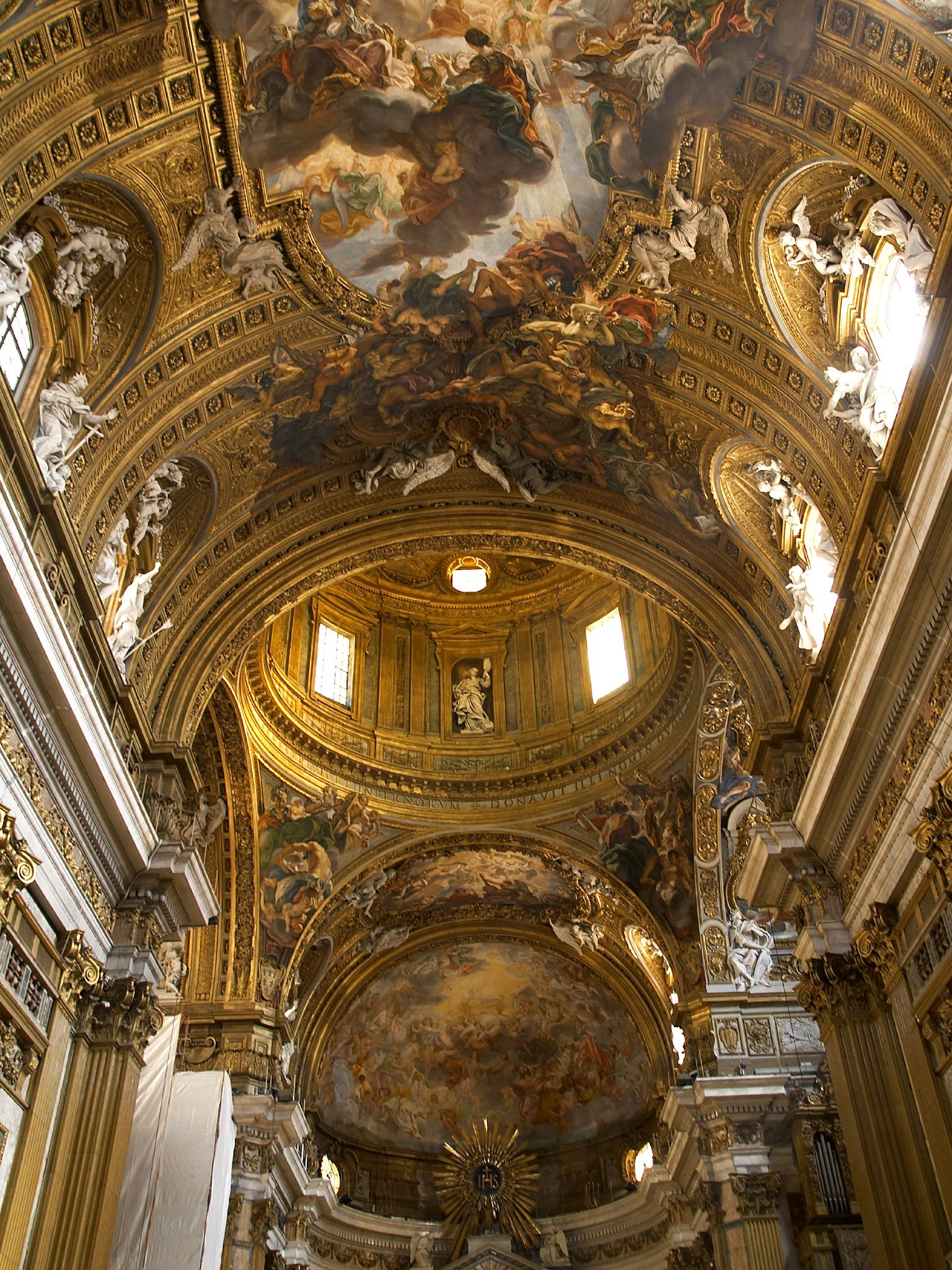
Interno della chiesa del Gesù, Roma (la volta è del Baciccio)

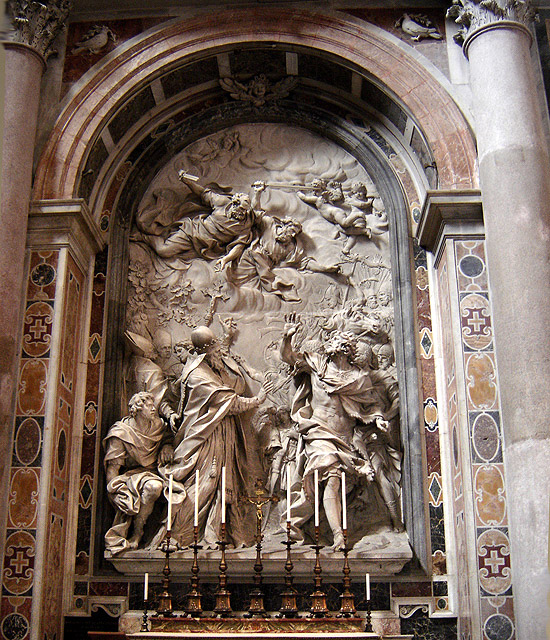
Alessandro Algardi, Incontro tra papa Leone Magno e Attila (1646-53), basilica di San Pietro in Vaticano, Roma

Il "barocco" non può essere ridotto, come pure talora si sostiene, a mero stile dell'arte della Controriforma. Vanno soprattutto evitate valutazioni unidirezionali, dato che l'arte barocca contiene al suo interno tendenze molto variegate e talvolta contrastanti. Il barocco diviene in brevissimo tempo, grazie alla sua esuberanza, alla sua teatralità, ai suoi grandiosi effetti e alla magniloquenza profusa su ogni superficie e con ogni materiale, lo stile tanto della Chiesa cattolica che delle monarchie europee, tese verso un assolutismo che ha bisogno di esprimere il proprio potere con tutto il fasto possibile. Ciò premesso, l'influsso della Controriforma sulla nascita e lo sviluppo dell'arte e della cultura barocca è acquisizione critica pressoché universale. 
Come era già successo nell'epoca del Gotico internazionale, uno stile solo informa quasi tutta l'Europa ed esso diviene la lingua con cui la classe dirigente riscrive la propria storia passata (come nel caso delle grandi famiglie genovesi), e traccia le linee per le future, possibili, vittorie. A Roma il rinnovamento del centro urbano fu per il papato di Urbano VIII prima, di Alessandro VII poi, un'espressione di prestigio: Roma diviene così la prima città che nella sua struttura urbanistica rispecchia il proprio ruolo politico di principale capitale europea. La piazza, un elemento architettonico che già era stato ripensato in chiave monumentale nel XVI secolo da Michelangelo Buonarroti (con la formidabile risistemazione della piazza del Campidoglio), diviene ora la chiave di ogni rinnovamento.
San Pietro in Vaticano con i completamenti berniniani della piazza, piazza Navona con la chiesa di Borromini e la fontana del Bernini, piazza del Popolo con le sue tre vie (Ripetta, Lata, del Babbuino) e il suo obelisco, diventano i prototipi della nuova idea di città che si irradierà da qui a tutte le grandi capitali europee.
Le inquietudini esistenziali del Seicento si tradussero in mobilità e instabilità: linee curve, serpentine, spirali, torsioni, dominarono la scultura e l'architettura del tempo, così come le ardite metafore della lirica contraddistinsero la letteratura dell'epoca. Furono privilegiati la monumentalità, gli effetti drammatici e i contrasti di luce. In particolare fu ricercato l'illusionismo, un effetto di inganno che traducesse in arte la perdita di certezze dominante nell'epoca. L'illusionismo, cioè la sovrapposizione tra realtà, rappresentazione e finzione, si manifestò in pittura con prospettive impossibili e giochi di specchi che rendevano un'immagine deformata della realtà.

### Architettura barocca
In architettura, dove le necessità costruttive sono prioritarie rispetto a quelle espressive, il gusto barocco si manifesta con la monumentalità delle costruzioni. 
Gli artisti, sensibili alle nuove epoche, non erano più soddisfatti dalla perfezione dei modelli classici. Da qui il superamento delle figure lineari e perfette e la predilezione per forme più complesse ed elaborate. Il barocco viene definito da Heinrich Wölfflin (1888) come quel periodo in cui il cerchio lascia il posto all'ovale, modificando l'equilibrio compositivo e generando più vividi effetti pittorici. 
L'architettura barocca sviluppa alcune tendenze già evidenti nel Manierismo del XVI secolo, il quale a sua volta aveva infranto il rigore formale del Rinascimento. Se gli architetti manieristi alterano l'impaginazione rigorosa delle facciate rinascimentali aggiungendovi temi e decorazioni caratterizzati da un raffinato e oscuro intellettualismo, senza modificare la logica planimetrica e strutturale delle facciate negli edifici, gli architetti barocchi modificano quell'architettura sia nelle piante, sia nelle partiture di facciata, in funzione di una concezione spaziale nuova. Le facciate delle chiese non costituiscono più la terminazione logica della sezione interna, ma divengono un organismo plastico che segna il paesaggio dallo spazio interno alla scena urbana.
La forma usata principalmente è la linea curva; tutto doveva prendere andamenti sinuosi, persino le gambe di una sedia o di un tavolo. Le curve non dovevano essere semplici ma complesse come ellissi, spirali o curve a costruzione policentrica. È il forte senso della teatralità di quel periodo che spinge l'artista all'esuberanza decorativa, all'effetto sorpresa e al dramma espressivo. Le statue diventano dramma, rappresentazione, messa in scena che coinvolge il pubblico.
Tra i principali architetti di questo periodo si ricordano il geniale Gian Lorenzo Bernini e la sua controparte lombarda-milanese Francesco Borromini, Pietro da Cortona, Carlo Maderno con la sua discussa sistemazione della facciata della Basilica vaticana, Carlo Rainaldi, Baldassare Longhena a Venezia, Guarino Guarini a Torino, Bartolomeo Bianco a Genova, Cosimo Fanzago a Napoli, il protagonista del barocco milanese Francesco Maria Richini, Rosario Gagliardi e Vincenzo Sinatra in Sicilia.
Fuori dall'Italia il Barocco fu ripreso attraverso forme derivanti dal Rinascimento e dall'architettura antica. In Francia sono da segnalare le opere di Salomon de Brosse, François Mansart, Jules Hardouin Mansart, Jacques Lemercier e Louis Le Vau; in Inghilterra, dove nel Seicento ebbe intensa fortuna l'architettura di Andrea Palladio, il principale esponente del Classicismo barocco fu Christopher Wren, mentre nell'Europa Centrale numerosi architetti italiani e svizzeri gettarono le premesse per l'affermazione dell'architettura tardobarocca.

## Sviluppo territoriale

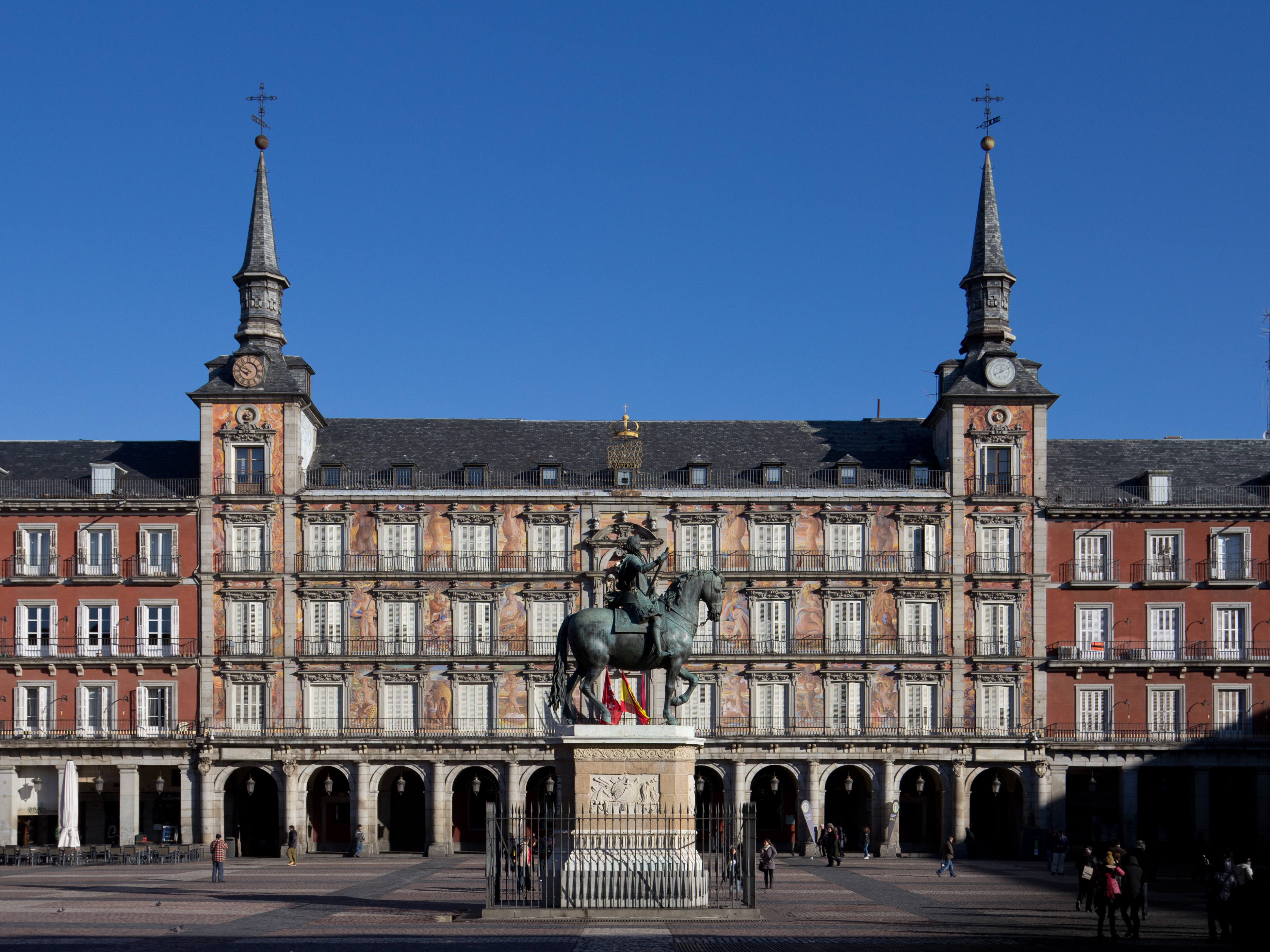
Juan Gómez de Mora, plaza Mayor a Madrid, 1619

### Roma e Stato della Chiesa

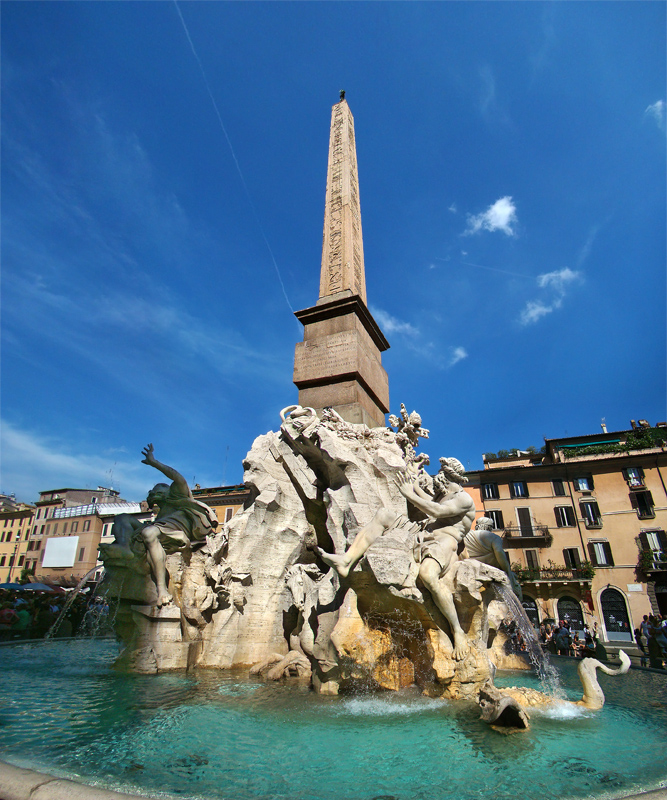
Gian Lorenzo Bernini, Fontana dei Quattro Fiumi, 1648-1651

Roma continuò ad essere anche per tutto il XVII secolo il polo di maggiore attrazione per qualsiasi artista in cerca di fortuna. Le ampie politiche di mecenatismo promosse da Urbano VIII, Innocenzo X e Alessandro VII erano tese a ristabilire il ruolo centrale della Chiesa di Roma nel panorama europeo, attraverso un ampio rinnovo urbanistico. A ciò vanno aggiunte le sterminate ricchezze di cardinali e alti prelati, che spesso affidavano agli artisti il ruolo di promuovere la loro immagine verso i contemporanei e i posteri. Architetti, scultori e decoratori rifacevano le facciate degli edifici sacri e civili, ne ammodernavano gli interni, creavano piazze e fontane monumentali. Di tutte le opere, il fulcro principale di tutta quell'epoca fu la nuova basilica di San Pietro. 
In acerrima competizione tra loro, gli artisti svilupparono a Roma nuova sensibilità "barocca", fatta di esuberanza decorativa, teatralità, illusioni ottiche e ardite sperimentazioni virtuosistiche. Tra i protagonisti assoluti Francesco Borromini e Gian Lorenzo Bernini, Pietro da Cortona e Peter Paul Rubens, Alessandro Algardi e François Duquesnoy. 
Facevano inoltre parte dello Stato della Chiesa gran parte dell'Emilia e della Romagna, dove sul finire del Cinquecento si era sviluppata una delle più originali fucine artistiche, l'Accademia dei Carracci, dove si era formato anche Guido Reni. Se la decorazione dei grandi complessi nobiliari era affidata a pittori virtuosi ma "rassicuranti" come Agostino Mitelli e Angelo Michele Colonna, nuove tendenze energiche nascevano con artisti quali Guercino o lo stesso Algardi, formatisi a Bologna. Tra gli allievi di Guido Reni spicca anche una donna: Elisabetta Sirani. Nelle Marche, altro territorio sotto il dominio pontificio, operano artuisti classicisti quali il Sassoferrato e Simone Cantarini. In Umbria domina invece la Controriforma, con grandi opere nate per il rinnovo degli altari delle chiese.

### Spagna e suoi domini
Da massima potenza mondiale, la Spagna nel corso del XVII solcò un lento processo di declino, che la vide costretta a rinunciare ad alcuni suoi possedimenti (come i Paesi Bassi, nel 1648) e a ritirare qualsiasi pretesa di influenza in Francia (pace di Vervins, 1698). Se da un lato le ricche colonie dell'America centrale e meridionale continuavano ad essere sfruttate proficuamente, dall'altro i possedimenti europei (a partire dall'Italia meridionale, lo Stato di Milano e lo Stato dei Presidi) vivevano una recessione economica che causava miseria, moti di ribellione e consecutive repressioni. Nonostante la situazione non facile il Seicento rappresentò il Siglo de Oro dell'arte spagnola.
La sede della corte reale Madrid richiamava i migliori artisti di tutto il regno, seconda come polo attrattivo in Europa alla sola Roma. Il gusto dei sovrani si confaceva alla Controriforma, all'insegna di un'esuberante devozione religiosa. Vi convergerono Rubens, El Greco, Luca Giordano, Pompeo Leoni, ma oltre agli stranieri spiccarono gli artisti locali, che diedero vita a una stagione di irripetibile vitalità: Diego Velázquez, Francisco de Zurbarán, Bartolomé Esteban Murillo.
L'architettura sposava lo stile plateresco, dalla ricca ornamentazione ispirata agli argentieri (plata significa argento in spagnolo) che divenne via via più esuberante nel corso del secolo. 
Tra gli altri centri iberici spiccarono Siviglia (capitale marittima della Spagna), dove attecchì precocemente il naturalismo, e Toledo, dove lavorò a lungo El Greco. 

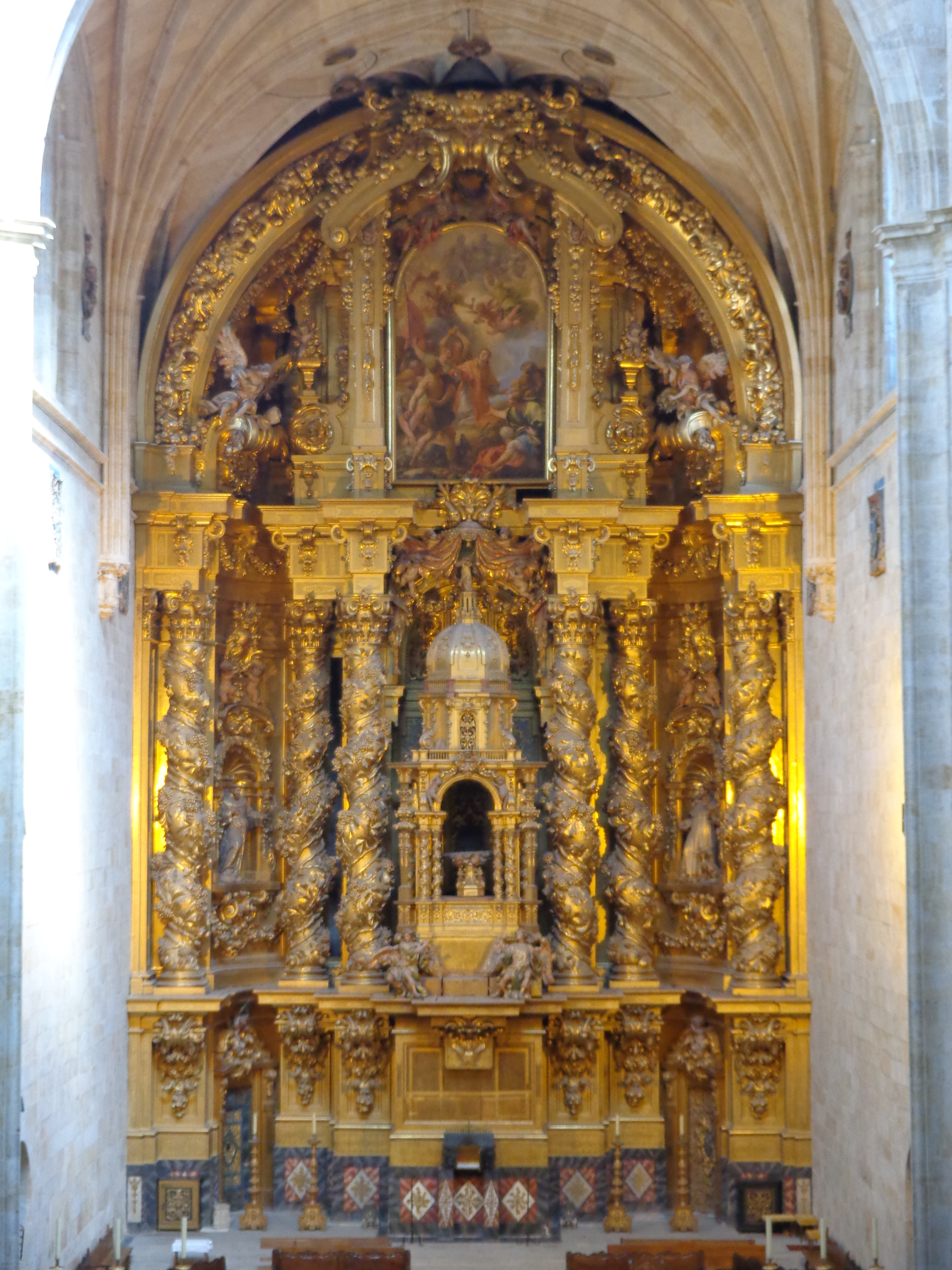
José Benito de Churriguera, altare maggiore del convento di San Esteban, Salamanca
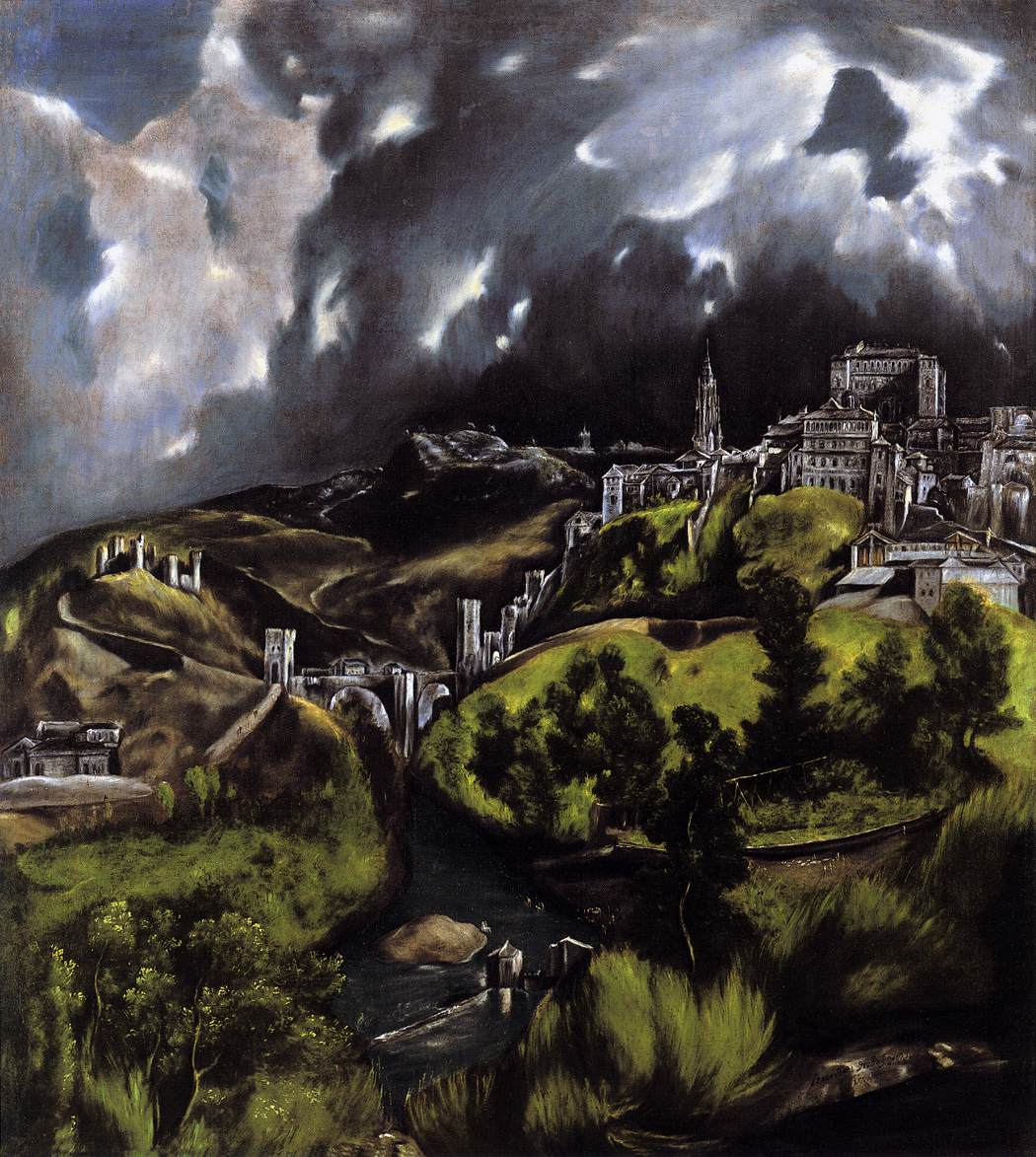
El Greco, Veduta di Toledo, 1610 (Metropolitan Museum of Art, New York)
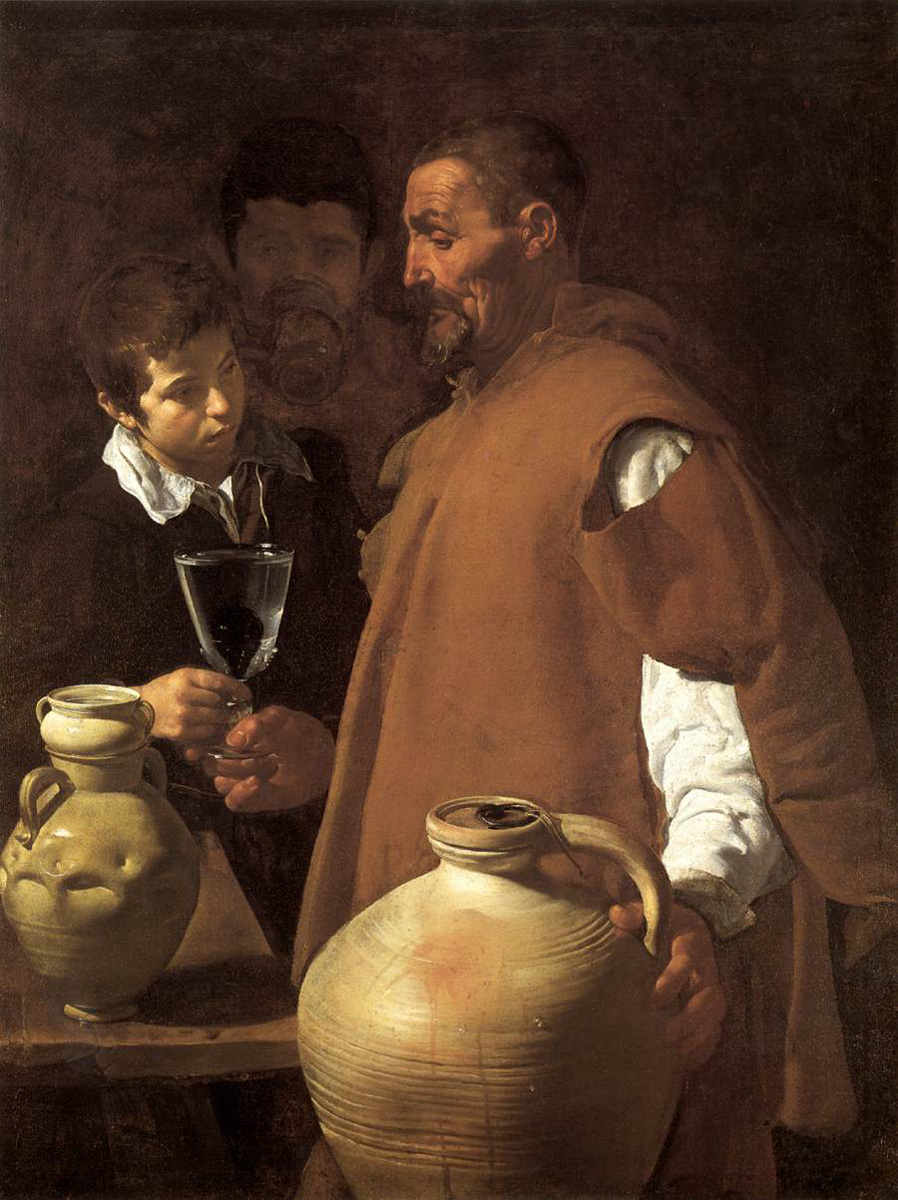
Diego Velázquez, l'Acquaiolo di Siviglia, 1623 (Apsley House, Londra)
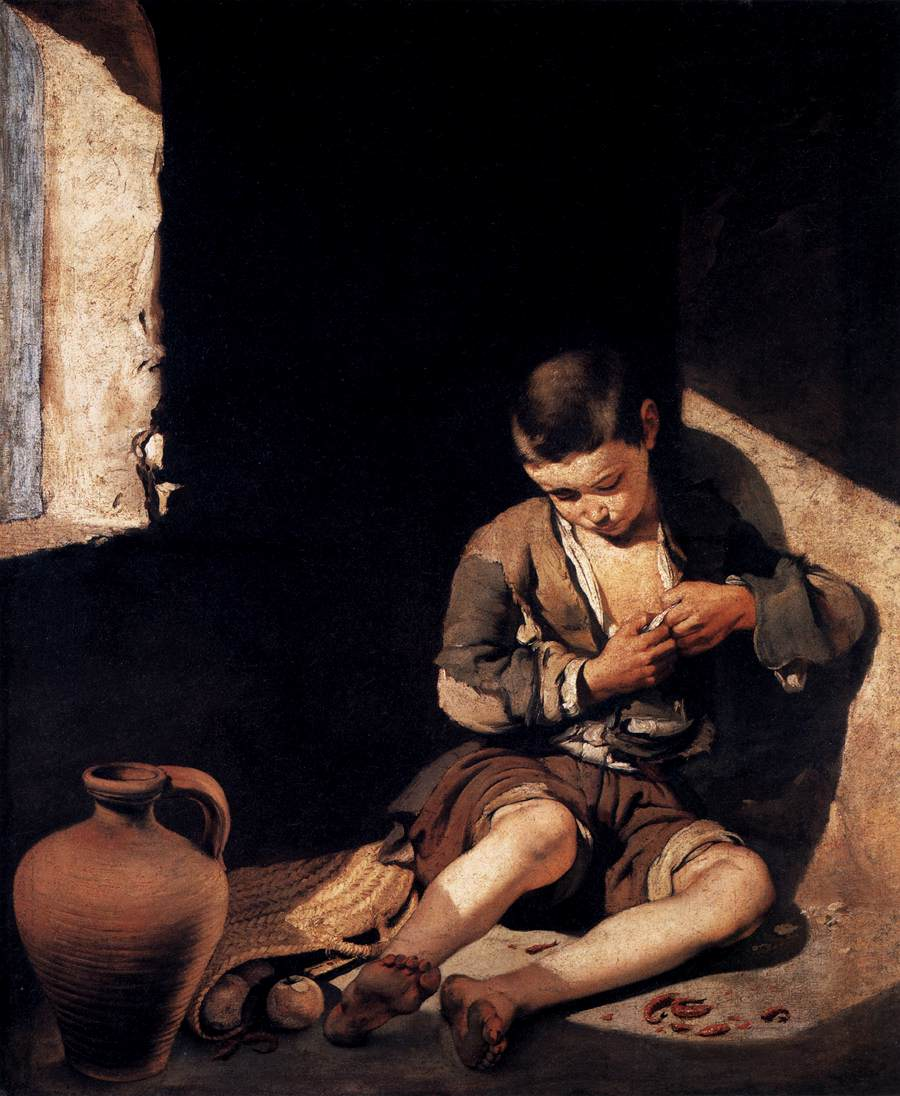
Bartolomé Esteban Murillo, il Giovane mendicante, 1645 circa (Louvre, Parigi)
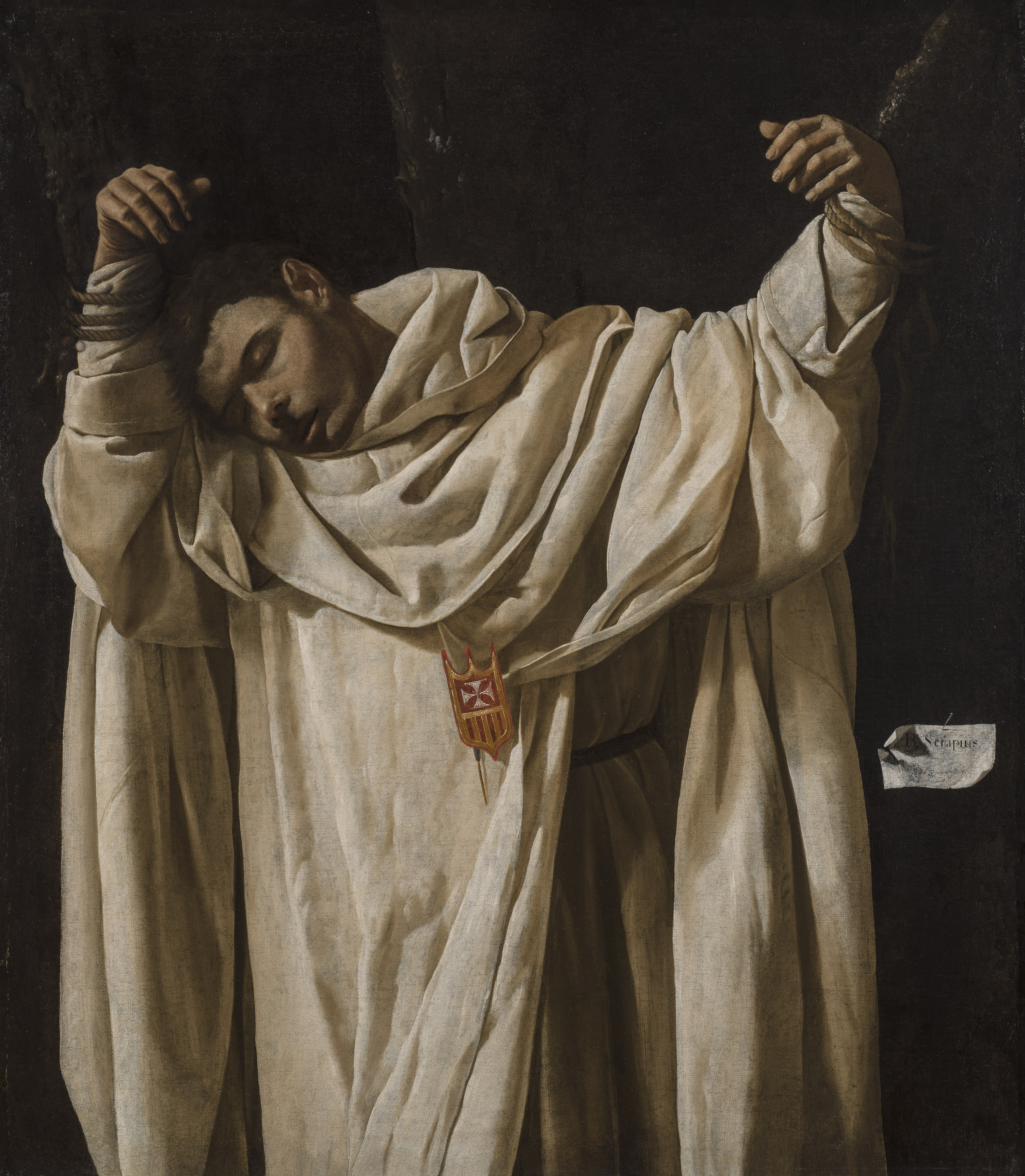
Francisco de Zurbarán, San Serapio, 1628 (Hartford, Wadsworth Atheneum)

#### Lombardia

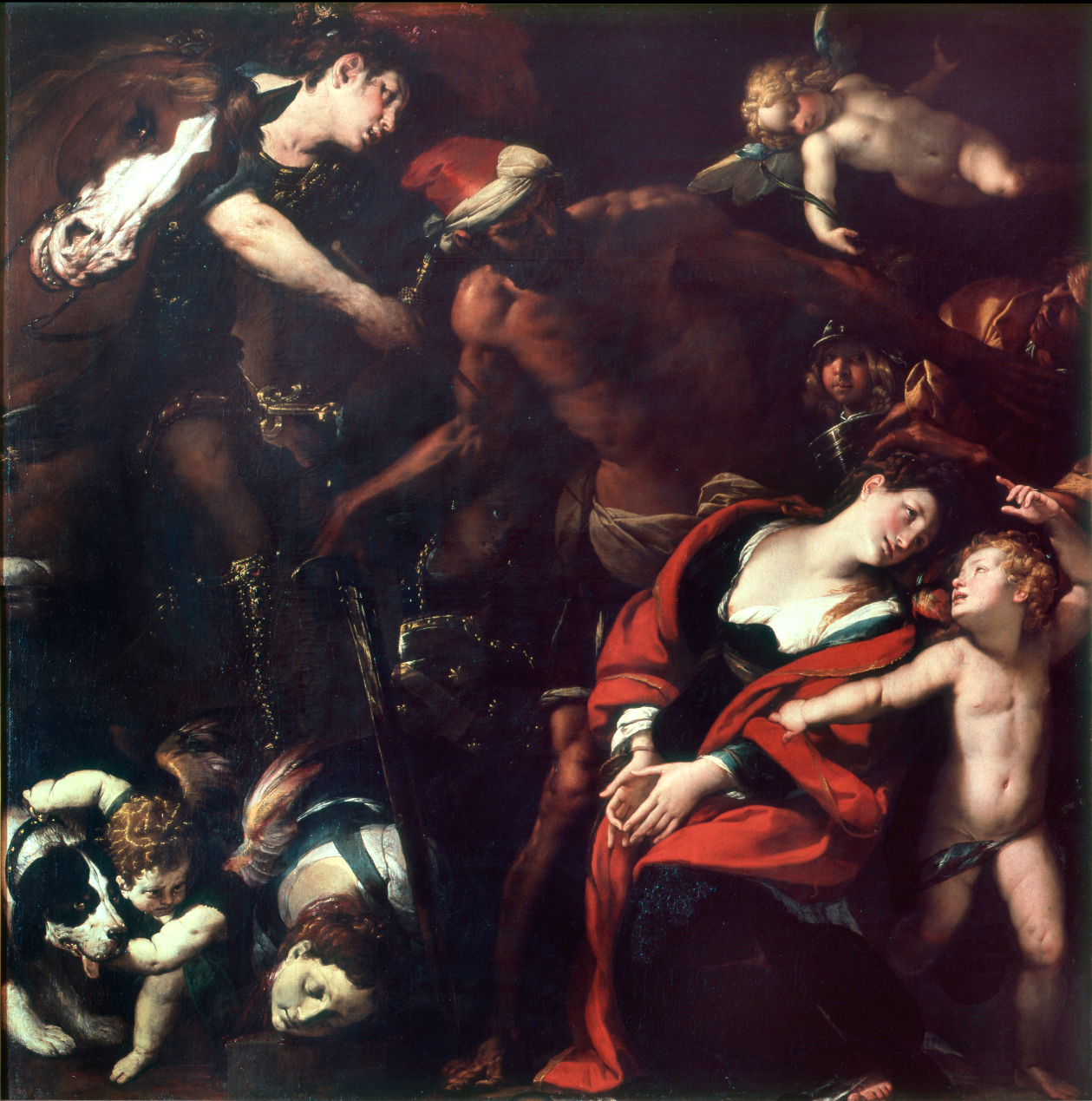
Il Cerano, Giulio Cesare Procaccini, Il Morazzone, Quadro delle tre mani, 1625 (Pinacoteca di Brera)

A Milano, sebbene i governatori spagnoli si disinteressassero della crescita culturale e artistica, si sviluppò dalla fine del Cinquecento un vivace dibattito, alimentato dalle figure degli arcivescovi Carlo e Federico Borromeo (che fondò in questi anni l'Accademia Ambrosiana), e dagli artisti da essi protetti, quali il Cerano, Daniele Crespi, il Morazzone e i Procaccini. Si trattò di un'arte improntata a una severa religiosità, ma capace anche di slanci spettacolari in realizzazioni quali i Sacri Monti.

#### Regno di Napoli

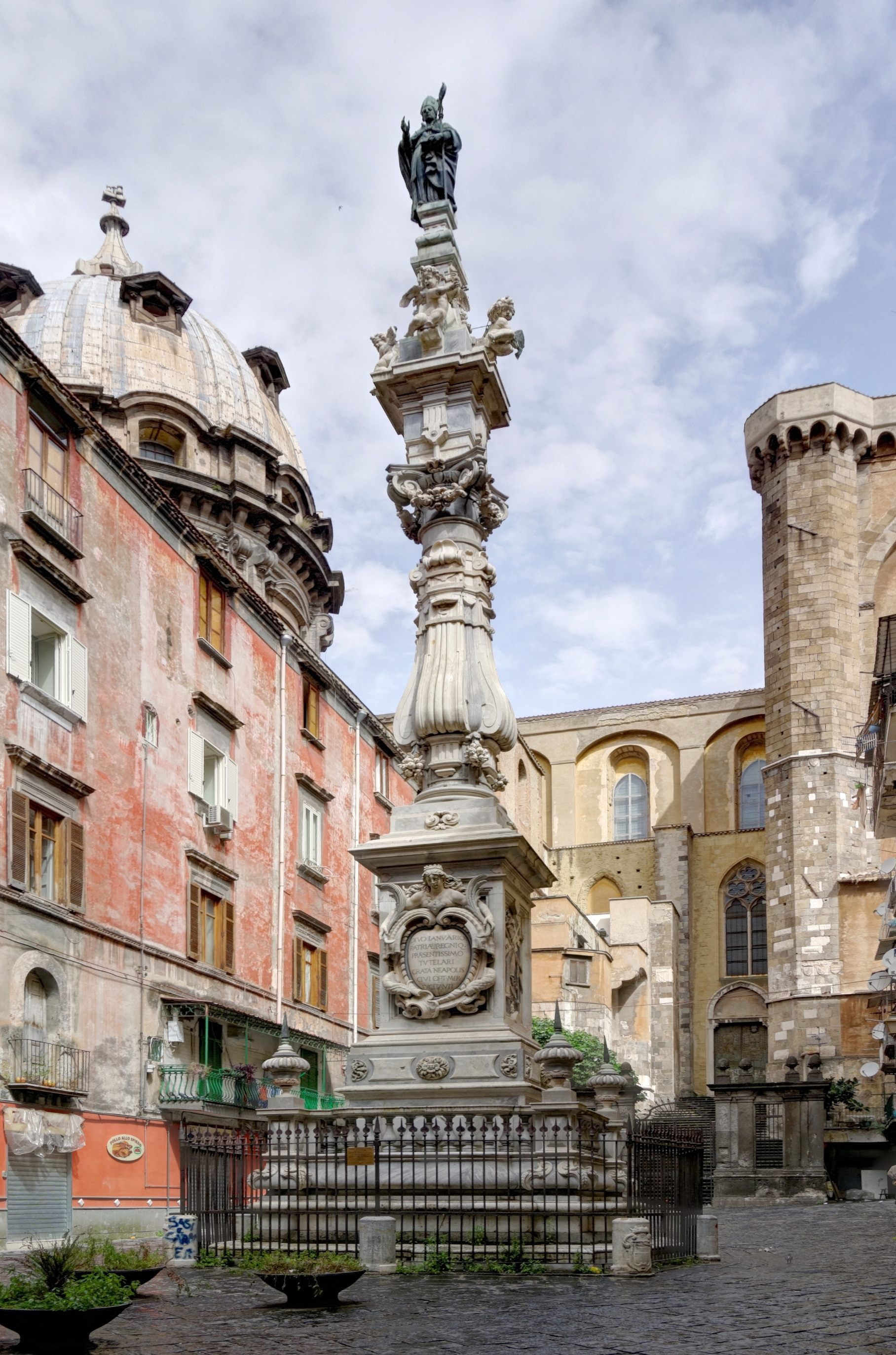
Cosimo Fanzago, guglia di San Gennaro (1636)

Napoli invece mantenne saldo il ruolo di guida artistica, favorita dall'accentramento del potere vicereale, che richiedeva alla nobiltà la presenza nella capitale e favoriva la crescita demografica e la creazione di un vasto ceto di professionisti artistici. L'edilizia prosperava, sia con restauri di edifici esistenti, che con la realizzazione di nuovi, con la presenza di architetti come Cosimo Fanzago o Giovanni Antonio Dosio. In pittura fin dal 1606 il passaggio in città di Caravaggio determinò una decisa adesione al suo naturalismo, accentuato ancor più che nel maestro, nelle opere di artisti quali Battistello Caracciolo, Mattia Preti, José de Ribera e Massimo Stanzione. A questa influenza si affiancò precocemente anche l'esempio neoveneto e classicista di Guido Reni, Domenichino, Orazio Gentileschi e Nicolas Poussin.
In altri centri del regno l'influenza dell'architettura barocca spagnola produsse esuberanti declinazioni locali, come nel Salento e nella Val di Noto, spesso in risposta a pestilenze e terremoti.

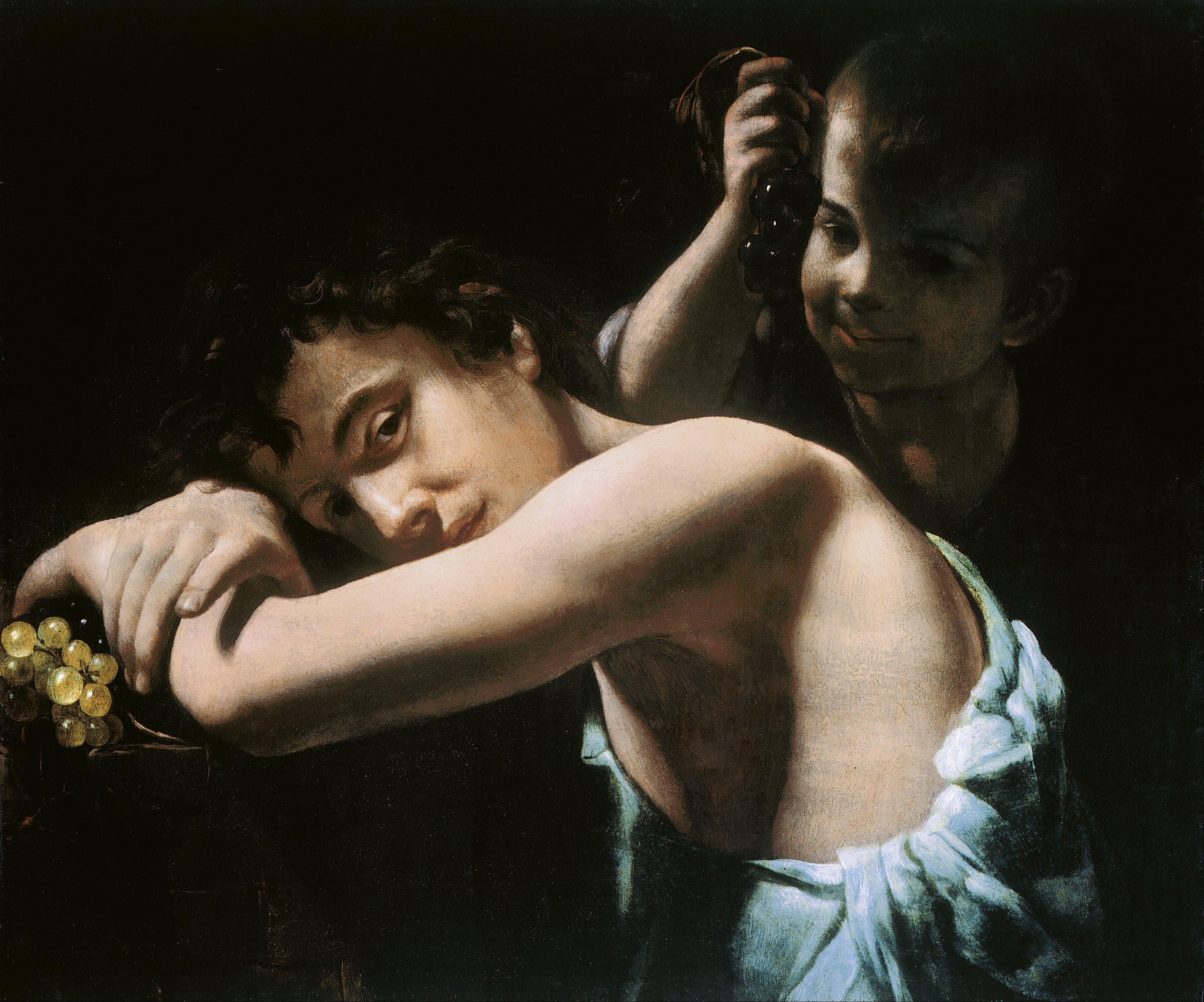
Battistello Caracciolo, Due giovani con grappoli d'uva, 1605-10 circa (Art Gallery of South Australia, Adelaide)
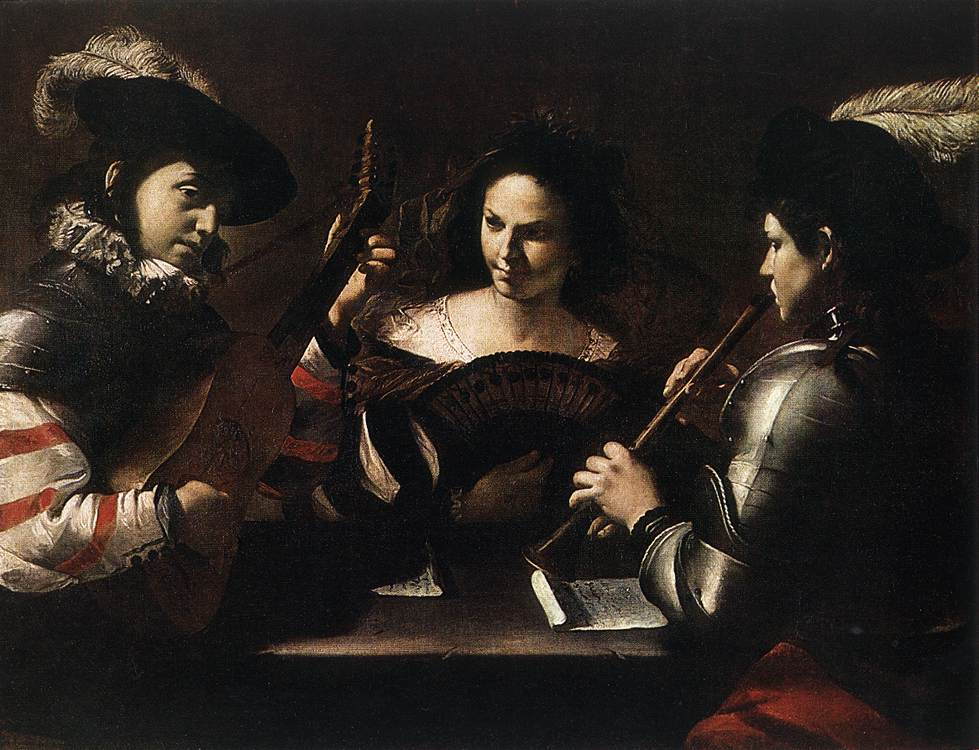
Mattia Preti, Concerto, 1630-40 circa (Hermitage, San Pietroburgo)
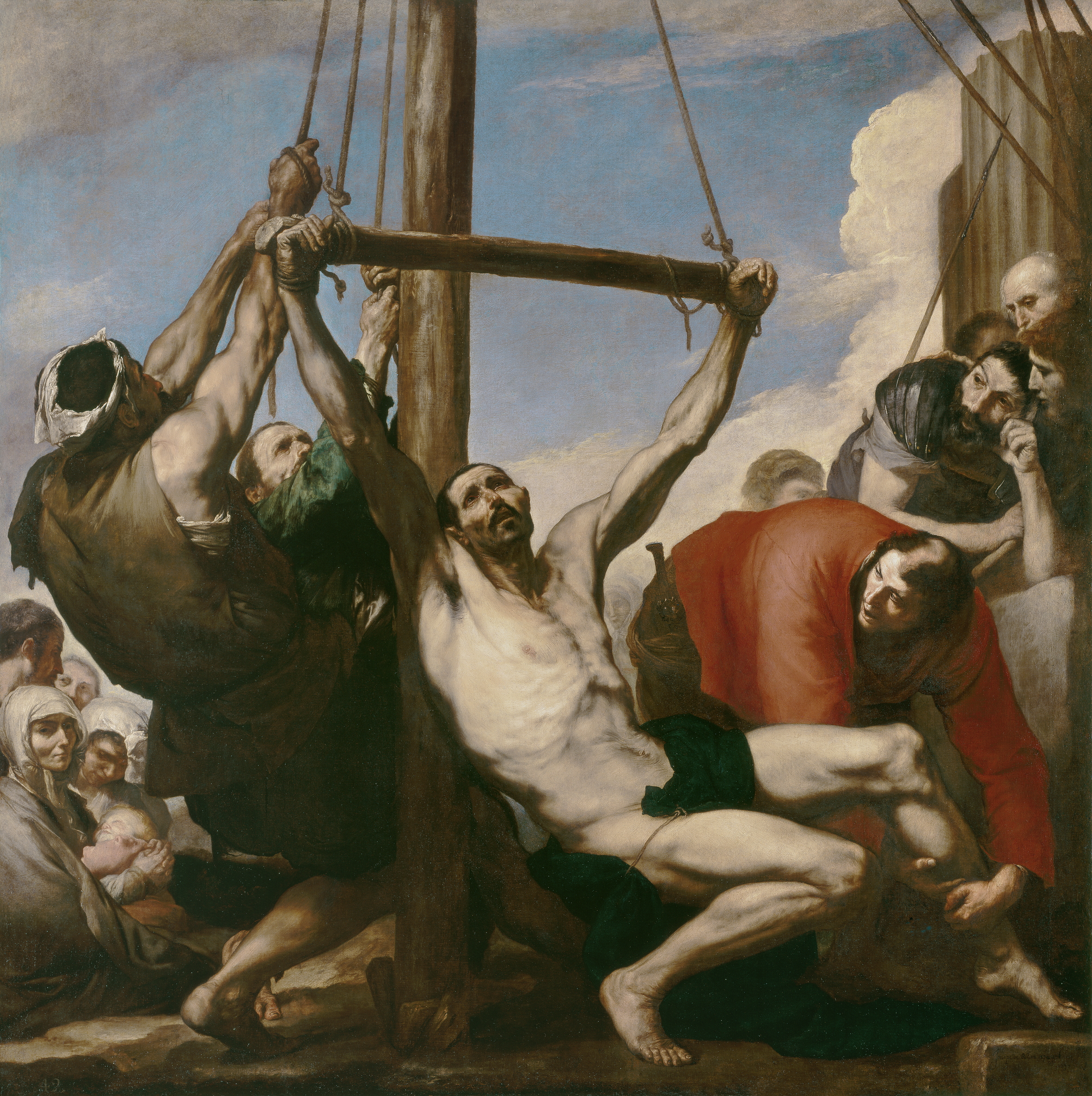
José de Ribera, Martirio di san Filippo, 1639 (Prado, Madrid)
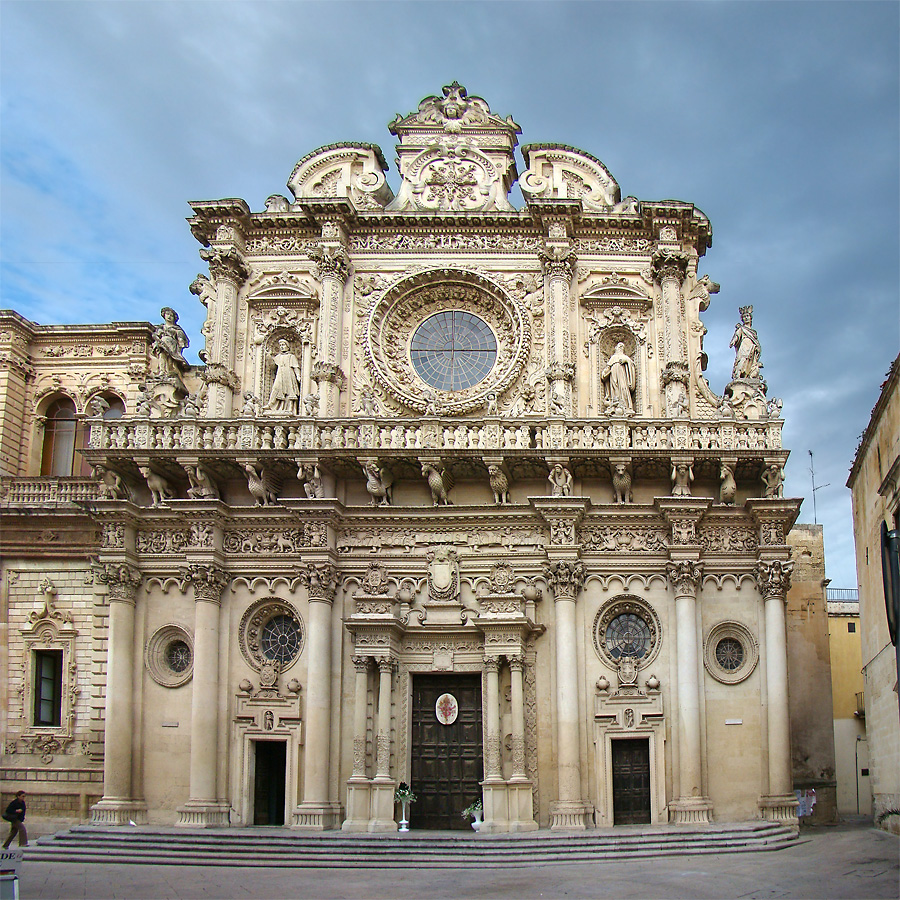
Lecce, Santa Croce
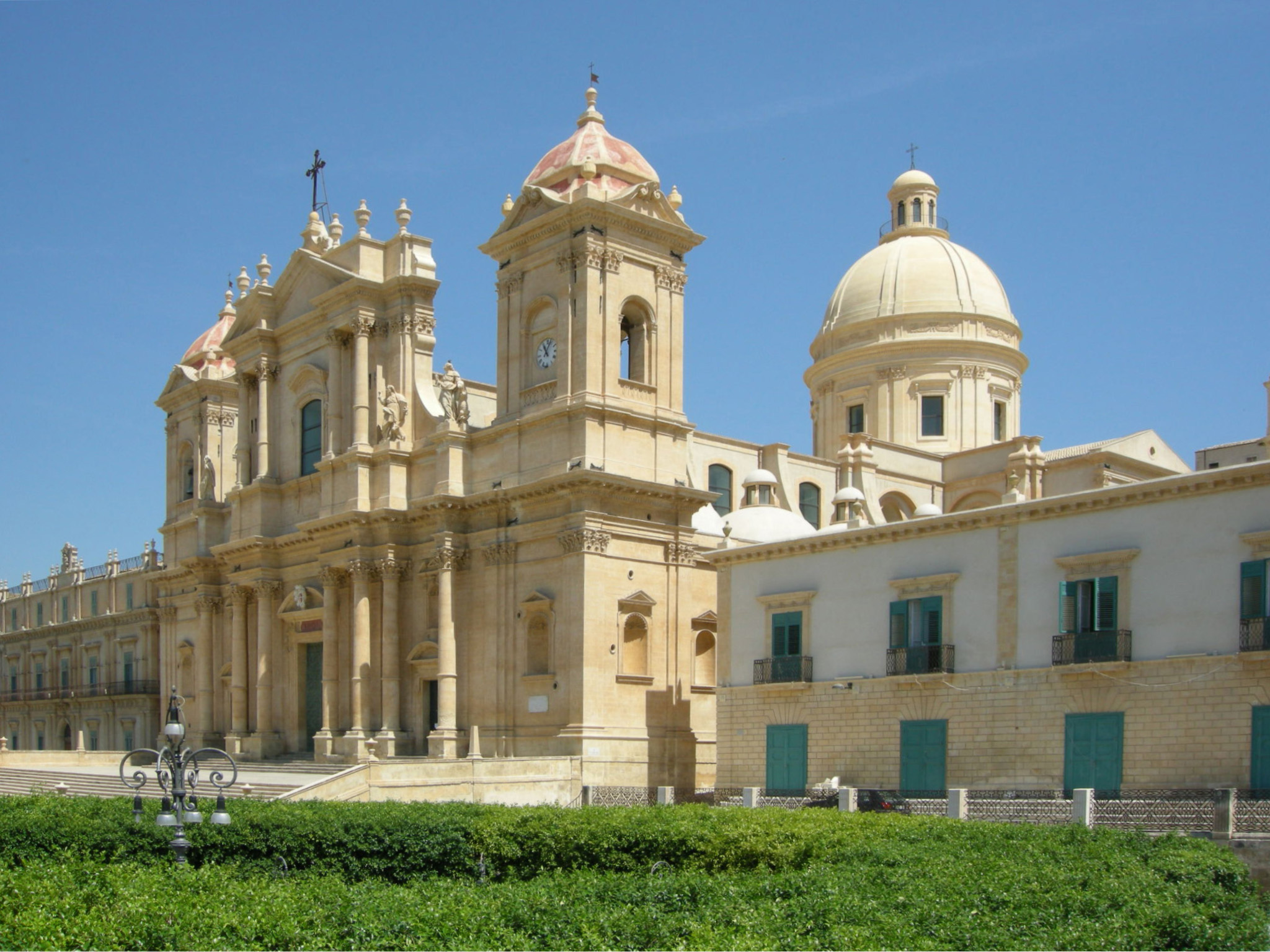
Noto, Duomo

#### Colonie del Nuovo Mondo

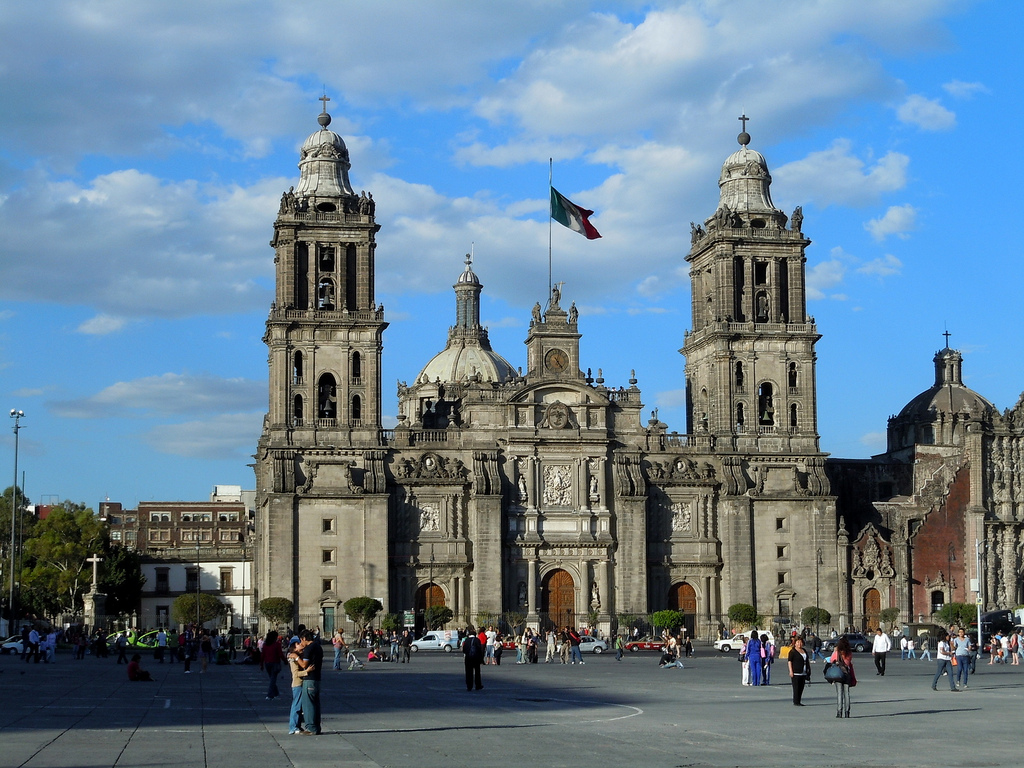
Cattedrale di Città del Messico

Nelle colonie americane infine furono i vari ordini religiosi a importare dall'Europa le forme artistiche, che vennero adattate gradualmente alle esigenze locali. Nei maggiori centri (quali Città del Messico, Puebla, Bogotà, Guadalajara, ecc.) si distinsero almeno tre fasi principali: una sobria plateresca, dal 1580 al 1630 circa, una "salomonica" (dal 1630 fino al 1710 circa) caratterizzata da un decorativismo assai deciso con ampio ricorso alle colonne elicoidali di ispirazione berniniana, e infine una nel corso del XVIII secolo caratterizzata dalla sporgenza della decorazione e da un ampio ricorso alla doratura. A Cuzco si sviluppò una pittura di immagini devozionali, semplificate nel disegno ma caratterizzate da una ricca ornamentazione e dal ricorso a una brillante cromia.

### Paesi Bassi

Rembrandt, la Ronda di notte, 1642 (Rijksmuseum, Amsterdam)

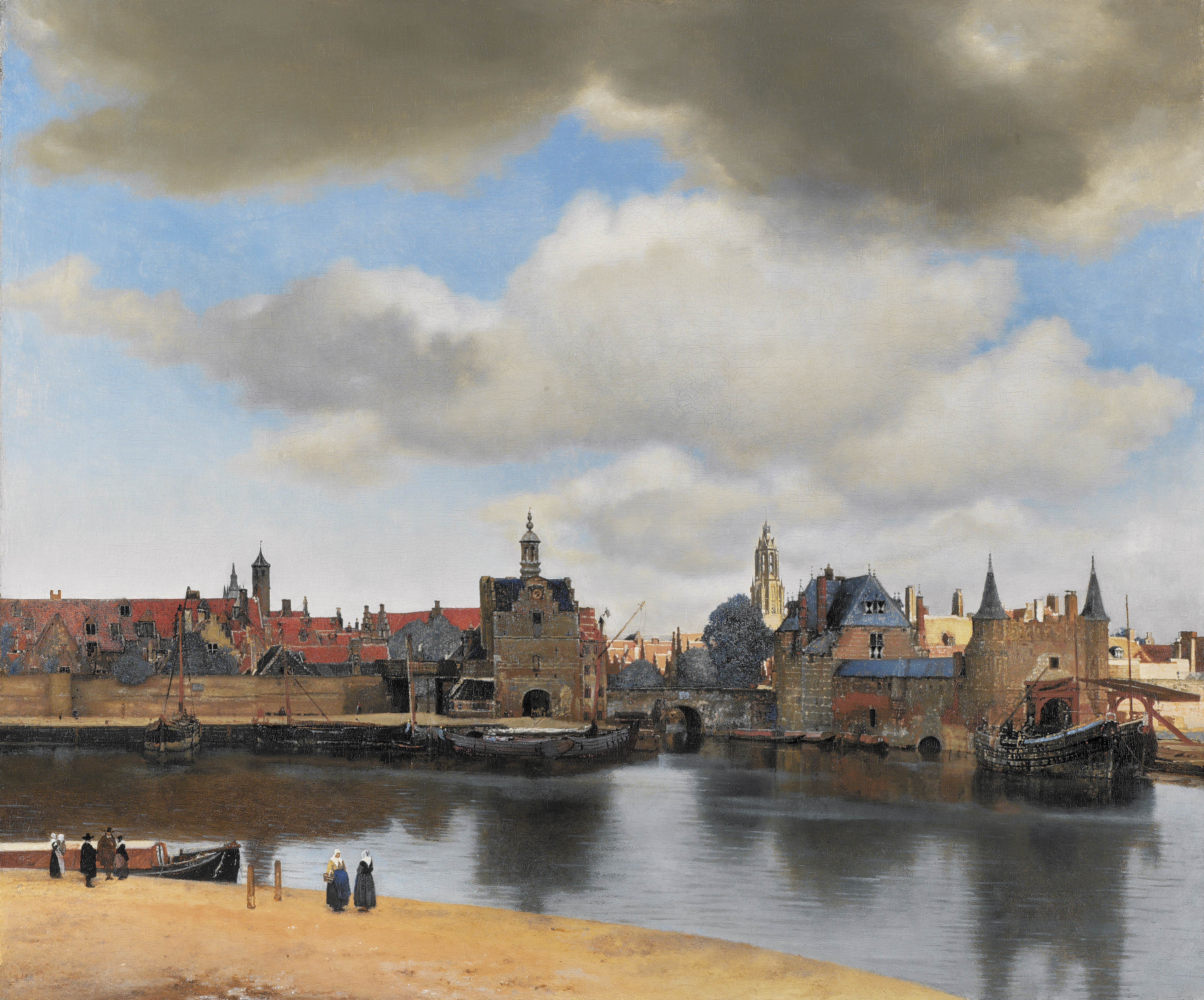
Johannes Vermeer, Veduta di Delft, 1660-61 circa (Mauritshuis, L'Aia)

Liberatisi dal dominio degli Asburgo, i Paesi Bassi si avviarono a diventare una delle più importanti potenze commerciali d'Europa. Delle diciassette provincie, le sette del Nord basavano la loro economia su un'attività mercantile assai sviluppata e abbracciavano la fede calvinista; quelle del Sud invece erano prevalentemente agricole e di fede cattolica. Le due zone andarono distinguendosi anche dal punto di vista artistico, col Sud legato a un'arte sacra tradizionale, e il Nord invece vide la nascita dei generi destinati alla borghesia: paesaggi, nature morte, interni domestici, scene moraleggianti, marine
Il centro dominante divenne presto Amsterdam, come sede delle più importanti attività commerciali e industriali. Qui si ebbe una forte espansione urbanistica e un generale rinnovo architettonico, ispirato a un classicismo di ascendenza italiana, di cui fu il maggiore interprete Jacob van Campen, autore del municipio cittadino (1655) in un ornato stile barocco, mentre il suo successore Pieter Jansz. Post si espresse invece con uno stile più sobrio, più tipicamente olandese. Nella seconda metà del Seicento si diffusero gli ideali di essenzialità decorativa, uniformità nei colori e nelle facciate. Tra i pittori dominarono la scena Rembrandt e i suoi seguaci (Jacob Adriaensz Backer, Ferdinand Bol, Govert Flinck, ecc.), autori di intense scene religiose per la devozione domestica e di ritratti dalla forte connotazione psicologica.
A Delft, terza città dei Paesi Bassi resa ricca tra l'altro dalla cospicua produzione ceramica, si sviluppò una scuola attorno alla personalità di Carel Fabritius, con esiti ben diversi dal sofferto tizianismo di Rembrandt. Le misurate composizioni si basavano su una tavolozza prevalentemente chiara, con un interesse verso la resa spaziale di oggetti e ambienti. Si sviluppò in questo contesto la pittura di intgerni di chiese disadorni, con esponenti quali Gerrit Houkgeest, Willem van der Vliet ed Emanuel de Witte. La figura più celebre della scuola di Delft fu comunque Johannes Vermeer, creatore di delicati interni domestici, in cui il soggetto di genere spesso sottintendeva un'interpretazione in senso morale. 
A Haarlem operò Frans Hals, che indagò a fondo le possibilità espressive e psicologiche del ritratto, soprattutto in una serie di ritratti di gruppo per le istituzioni locali. 
Anversa invece diventava il centro principale dei Paesi Bassi del Sud, con una vivace scena artistica ispirata ai principi della Controriforma. La necessità di ripristinare le decorazioni nelle chiese dopo i disordini religiosi del 1566, fece nascere una generazione di pittori assai a suo agio con la pittura monumentale, tra i quali spiccarono le figure di Peter Paul Rubens e di Jacob Jordaens, autori anche di raffinate scene mitologiche, storiche e di ritratti per la corte. La pittura riscopriva l'allegoria politica, come decorazione per le sedi delle funzioni pubbliche, dai municipi alle sedi di corporazioni delle arti. Accanto a questa pittura monumentale, Anversa propose anche una ricca produzione di piccole scene inserite in lussureggianti paesaggi, dal gusto quasi miniaturistico, in cui spiccarono artisti quali Jan Brueghel il Vecchio e Frans Francken.
Utrecht, potente vescovado, mantenne il ruolo di centro chiave per la produzione dell'arte religiosa. Aveva vissuto un notevole XVI secolo con la figura di Jan van Scorel, alla cui produzione tardomanierista guardò Abraham Bloemaert. Ispirandosi anche a Bartholomaeus Spranger, a Federico Barocci, a Caravaggio e a Rubens, elaborò un sofisticato stile "arcadico". A fianco di ciò si radunarono a Utrecht e dintorni un gruppo di artisti che avevano visto a Roma le opere di Caravaggio, tra cui Hendrick Terbruggen e Gerrit van Honthorst, che si concentrarono nella resa di scene notturne illuminate da candele e animate da un realismo popolaresco.

### Genova

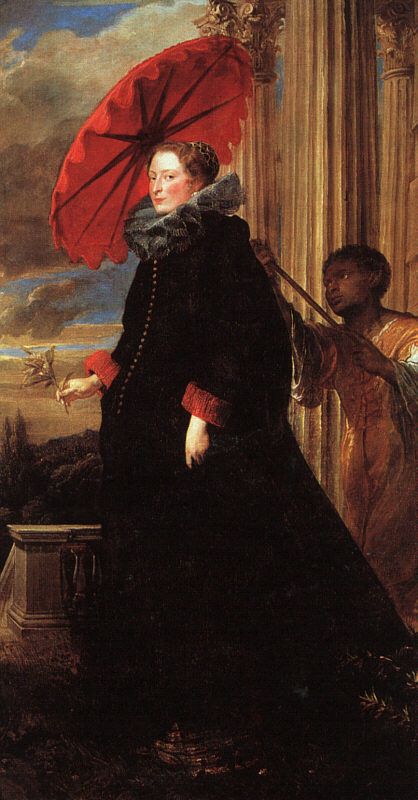
Van Dyck, la Marchesa Elena Grimaldi, 1623 circa (National Gallery of Art, Washington)

Anche Genova risentiva della crisi legata al commercio nel Mediterraneo, però il XVII secolo si aprì nel segno della continuità col periodo aureo del secolo precedente. L'apertura di via Balbi portò alla costruzione di favolosi edifici, di misurata sobrietà all'esterno e di sfarzosa esuberanza all'interno. In pittura il passaggio di Rubens e poi soprattutto di Van Dyck portarono linfa vitalissima alla scuola locale, elaborando essi stessi dei traguardi fino ad allora mai raggiunti. Van Dyck ad esempio dipinse a Genova alcuni ritratti a figura intera degli aristocratici genovesi che sono tra i più felici raggiungimenti dell'intero secolo europeo. Grechetto, Bernardo Strozzi, Domenico Piola furono tra i più originali pittori genovesi.
In scultura Pierre Puget, Anton Maria Maragliano e Filippo Parodi seppero coniugare monumentalità e virtuosismo, con un modellato estremamente morbido e un'accentuazione del patetismo.

### Venezia

Basilica di Santa Maria della Salute

Nel corso del XVII secolo Venezia subì una crisi dovuta allo spostamento del baricentro dei traffici mercantili, dal Mediterraneo all'Oceano Atlantico. Il ristagno si manifestò in una più limitata disponibilità per le committenze artistiche, eccezion fatta per alcuni cantieri come la basilica della Salute di Baldassare Longhena (che qui andò ben oltre l'esempio sansoviniano del secolo precedente), o la decorazione sovraccarica della nuova facciata di San Moisè, di Alessandro Tremignon (1688). Tuttavia si nota come lo stile barocco facesse fatica a trovare una sua compiuta declinazione in Laguna. 
Anche la pittura sembrò inizialmente ancorata al retaggio del secolo precedente, coi discepoli di Tiziano, Jacopo Tintoretto e Veronese ancora attivi nella prima metà del secolo (quali il Padovanino, Domenico Tintoretto, ecc.). Dalla scuola dei Bassano, oltre a complesse pala di ispirazione tizianesca, nacque anche uno stile attento al dato reale, specialmente nella resa delle figure di animali, spesso inseriti in composizioni notturne. Domenico Fetti, Pietro Della Vecchia, Sebastiano Mazzoni, oltre allo straniero Johann Liss, portarono un po' di rinnovo in un panorama spesso non all'altezza del secolo precedente. Il passaggio di Luca Giordano e l'opera di Sebastiano Ricci accesero nuove, ampie prospettive che avranno pieno compimento nel Settecento; così come il rinnovato accento sul paesaggio delle opere di Marco Ricci farà da base per la fioritura del vedutismo.

### Ducato estense e Ducato Farnese
A Modena e Reggio Emilia, città principali del Ducato estense lavorarono Bartolomeo Schedoni, Nicolò dell'Abate e Jean Boulanger, in opere quali la Madonna della Ghiara.
A Parma, capitale del Ducato farnese, fu chiamato Agostino Carracci. Sotto la sua figura si formarono artisti rinnovatori come Giovanni Lanfranco, Alessandro Tiarini e Sisto Badalocchio. A Piacenza invece, nel rinnovamento del duomo, accorsero via via artisti forestieri (come Guercino), ma non può dirsi che vi nacque una vera e propria scuola locale.

### Toscana

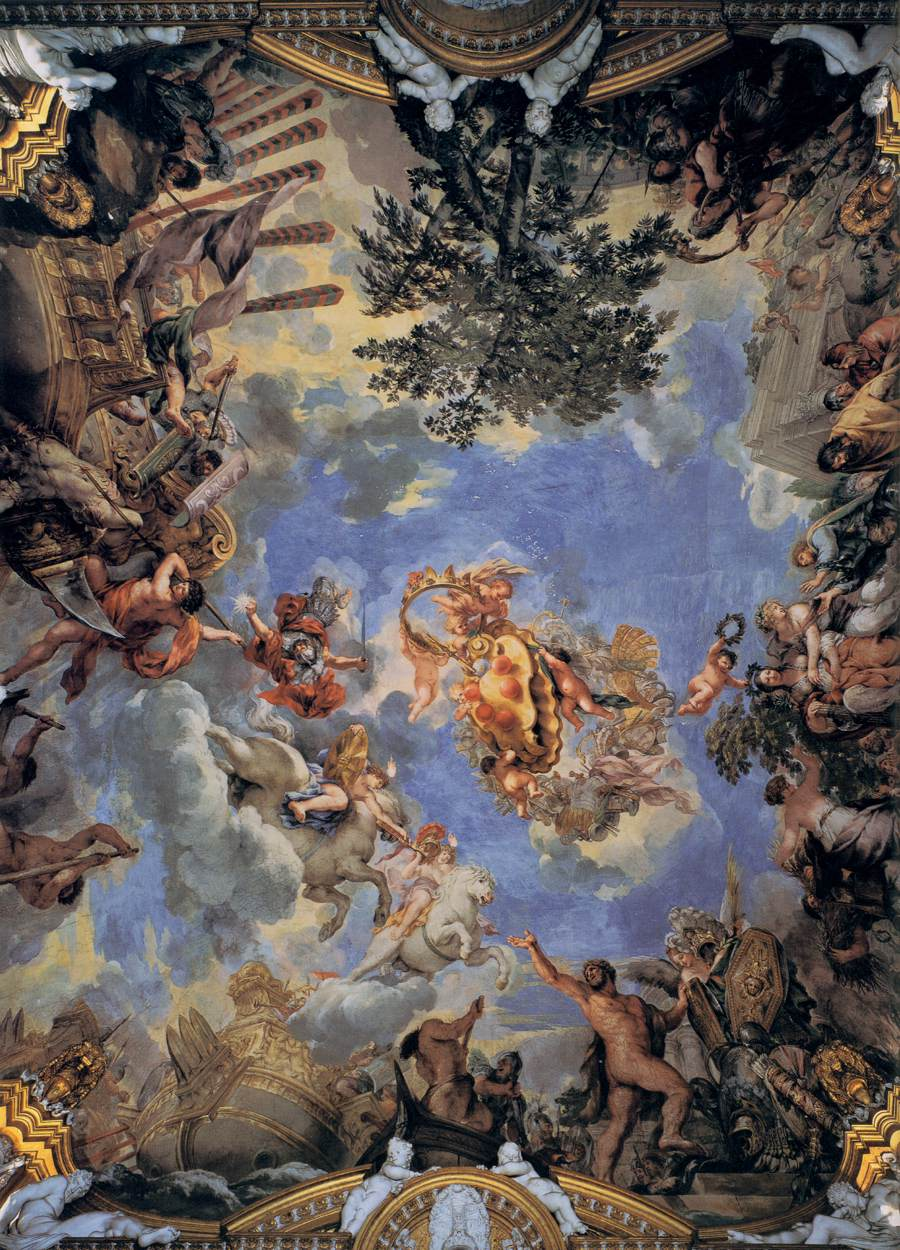
Pietro da Cortona, Allegoria di Casa Medici (1643-44, palazzo Pitti, Firenze).

Firenze, come Venezia, subiva nel XVII secolo l'influsso degli artisti del secolo precedente. Emblematica in questo senso fu la scultura, con il Giambologna e i suoi allievi (Pietro e Ferdinando Tacca, Clemente e Giovanni Francesco Susini), che protrassero un gusto manierista ben oltre la metà del secolo, almeno finché Cosimo III non stipendiò Giovan Battista Foggini per un viaggio-studio a Roma. Non a caso gli scultori toscani più originali dei primi decenni del secolo, quali Pietro Bernini o Francesco Mochi, trovarono committenze altrove.
In pittura la prima metà del secolo vide l'affermarsi di un misuratissimo gusto controriformato, sotto la guida di Santi di Tito, e con artisti quali il Passignano e il Cigoli che introdussero anche un certo colorismo di ispirazione veneta. Già dal 1637 il lavoro di Pietro da Cortona a palazzo Pitti diede un esempio di maggiore teatralità e vibrante dinamismo, che venne raccolto solo da alcuni artisti eccentrici, quali Giovanni da San Giovanni e poi il Volterrano. Nella seconda metà del secolo Carlo Dolci portò avanti la lezione classicista con opere dalla intensa religiosità e dalla cromia smaltata, ben in sintonia con la profonda devozione religiosa degli ultimi Medici. Verso il finire del secolo, gli arrivi a Firenze di Luca Giordano e di Sebastiano Ricci condussero a una pittura schiarita e più turbinosamente dinamica, come quella di Pier Dandini. 
In architettura gli artisti di corte proseguirono la strada di un manierismo a tratti esuberante e a tratti classicista (Bernardo Buontalenti, Gherardo Silvani, Giulio e Alfonso Parigi), tenendo fuori dalla regione un vero e proprio estro barocco. Rappresentarono un'eccezione solo alcune ville legate al gusto di cardinali e aristocratici che bene conoscevano la scena romana: tra le più importanti il Cetinale nei dintorni di Siena, villa Rospigliosi nel pistoiese, villa Torrigiani presso Lucca. In effetti Lucca, repubblica indipendente, si dimostrò più disposta ad accogliere il gusto barocco, soprattutto nell'edilizia privata: ne sono esempio palazzo Mansi o palazzo Pfanner.

### Francia

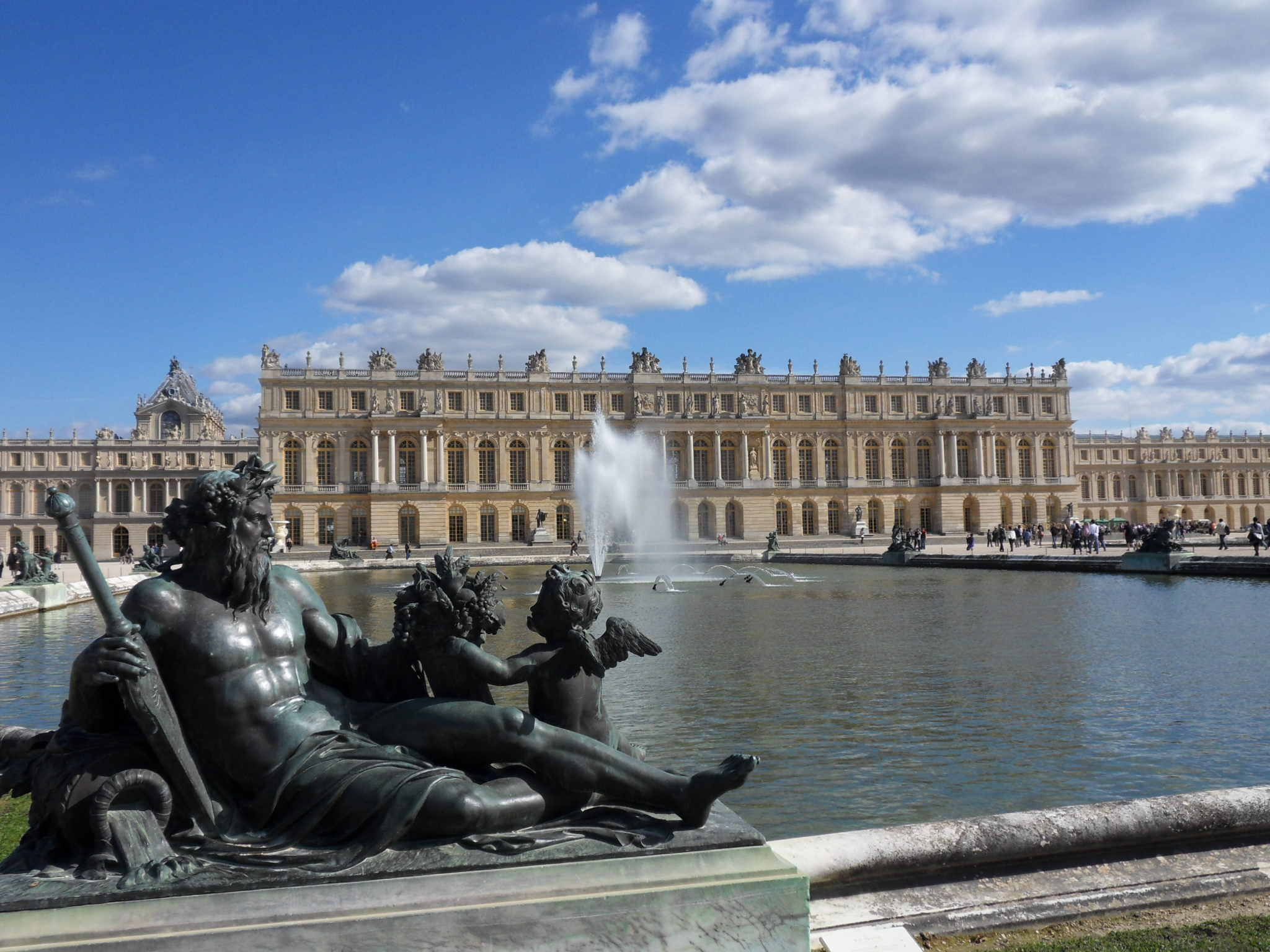
Reggia di Versailles

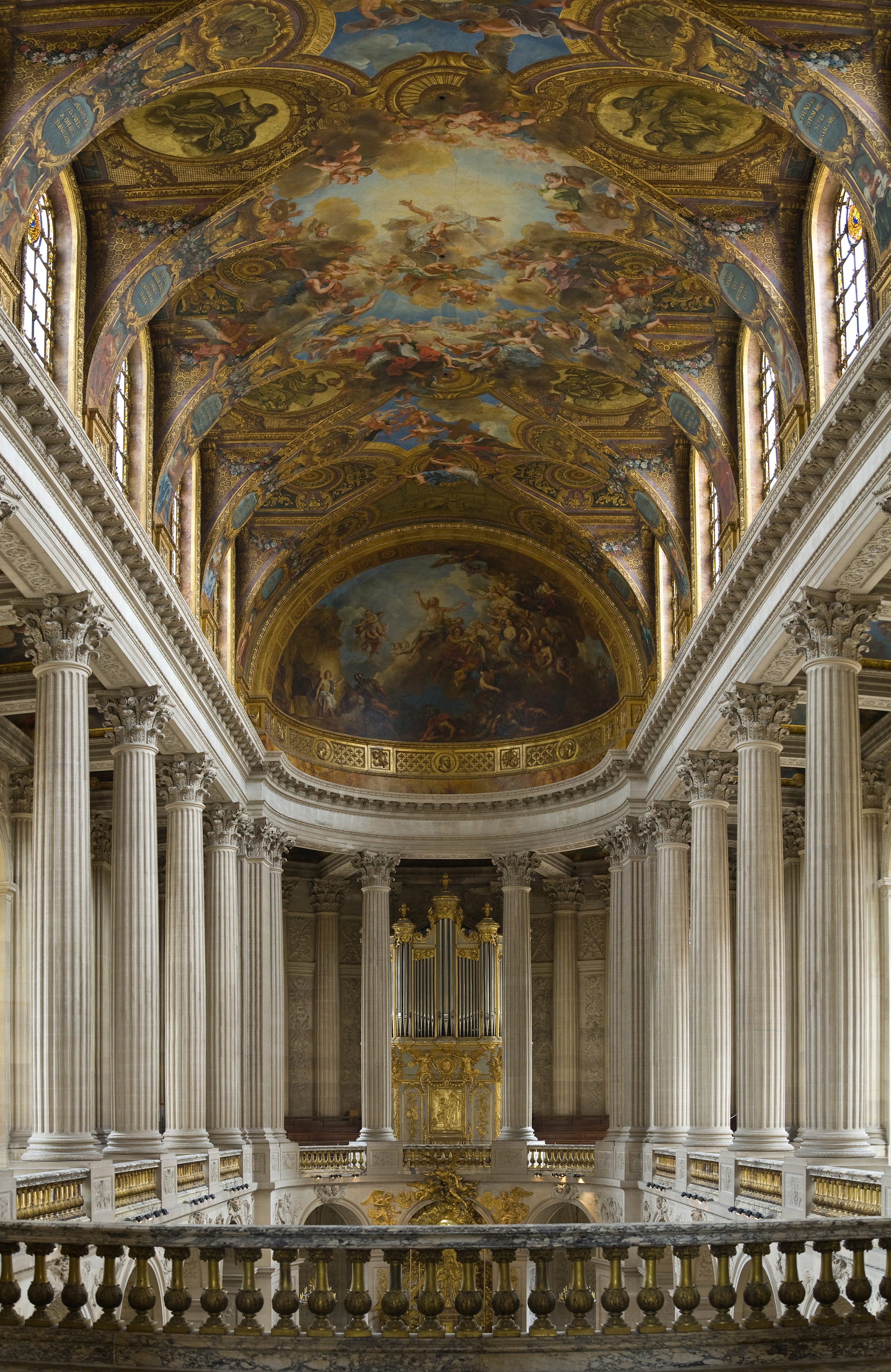
Cappella reale della reggia di Versailles, con la volta dipinta da Antoine Coypel e Charles de La Fosse

Nel corso della prima metà del XVII secolo, sebbene travagliata da continue guerre e dissidi interni, la Francia consolidò il proprio potere, e con lo stato assoluto divenne il più importante centro politico europeo sotto l'impulso prima di Luigi XIII e dei suoi ministri (il cardinale Richelieu e il cardinale Mazzarino) e poi sotto Luigi XIV. La corte di Versailles divenne, soprattutto con Luigi XIV, il simbolo della grandezza del re e della Francia. Gradualmente Parigi - allora la città più popolata d'Europa - andava assumendo il ruolo di guida culturale, creatrice di gusti e mode, e "capitale del mondo", un primato che avrebbe mantenuto fino alla seconda guerra mondiale. Grandi cantiere urbanistici coinvolsero la città per tutto il secolo dalla Place des Vosges all'ingradimento del Louvre e alla costruzione del grande convento del Val-de-Grâce sotto Enrico IV e Luigi XIII, dall'Ospedale dei Invalides alla Place Vendôme e alla Place des Victoires sotto Luigi XIV. In ambito privato, la nobiltà e l'alta borghesia parigina si fecero costruire sfarzosi Hôtels particuliers, versione francese dela palazzo cittadino che, alla differenza del palazzo all'italiana, prevede solitamente che la facciata principale si collochi tra una corte e un giardino e non sulla via: esempi parigini famosi sono l'Hôtel Lambert, l'Hôtel Salé e l'Hôtel de Beauvais. 
Già al tempo di Enrico IV l'architettura ebbe un nuovo impulso dopo un lungo periodo di immobilità causato dalle guerre di religione. Guardando oltre lo stile manierista, si seguirono più strade: da un lato l'ordine monumentale, caratterizzato da simmetria e decorativismo barocco (con capofila l'architetto François Mansart), dall'altro uno stile più semplice caratterizzato dall'uso dei mattoni combinati alla pietra già in uso a fine Cinquecento (stile detto a "tre a colori", il bianco della pietro, il rosso dei mattoni e il blu dell'ardesia per i tetti), ma che cade in disuso nella seconda parte del secolo. Nel periodo successivo domineranno poi la scena Louis Le Vau, che con il castello di Vaux-le-Vicomte creò il modello della reggia di Versailles, e Jules Hardouin Mansart. Nella seconda metà dela secolo, il cantiere della reggia di Versailles coinvolse i due architetti e, per i gardini, André Le Nôtre, che svilluppò il giardino alla francese. Versailles divenne presto un modello per tutte le dinastie europee, che nel Settecento costruirono grandi regge per concentrarvi la corte e i nobili.
In pittura la data importante è il 1627 con il ritorno a Parigi di Simon Vouet, pittore parigino di stile caravaggesco installato a Roma: egli portò con se gli insegnamenti del naturalismo e del barocco romano, dando un nuovo impulso alla pittura francese, fino a quel momento ancora marcata dal manierismo tardivo e soprattutto dominata da pittori fiamminghi come Frans Pourbus il Giovane.
Già dagli anni venti emersero personalità originali come il caravaggesco Valentin de Boulogne e Nicolas Poussin, installati a Roma, i lorenesi Claude Lorrain, paesaggista stabilitosi a Roma, e Georges de La Tour, pittore caravaggesco attivo in Lorena, e i fratelli Antoine, Louis e Mathieu Le Nain, pittori di scene di genere dal grande naturalismo. A Parigi e a corte, oltre a Simon Vouet erano attivi già dagli anni 1630 Philippe de Champaigne, Eustache Le Sueur e Laurent de La Hyre, raggiunti nel 1637 da Sébastien Bourdon, tornato da Roma.
Nel 1648 la creazione dell'Académie royale de peinture et de sculpture sancì l'importanza del rinnovo artistico in Francia e fu concepita come uno strumento di dominio sull'arte, che impose i principi del classicismo e dell'esaltazione del potere regale, mentre il naturalismo caravaggesco passava di moda. Nuovi volti fecerò il loro ingresso sulla scena, diventando i pittori di corte di Luigi XIV, come Charles Le Brun, direttore dei cantieri di decorazione di Versailles, Pierre Mignard e, dagli anni 1680, il ritrattista di corte Hyacinthe Rigaud. Dopo la morte di Le Brun et Mignard negli anni 1690, dall'ultimo decennio del XVII secolo la scena fu dominata da una nuova generazione di artisti, con Charles de La Fosse, Jean Jouvenet, Antoine Coypel e il ritrattista Nicolas de Largillière: con uno stile più colorito che guardava a Rubens più che a Poussin, aprirono la via alle esperienze del secolo seguente, col progressivo mutarsi del barocco nel rococo (chiamata in Francia Rocaille).
Anche in scultura si ebbe un grande impulso e rinnovo artistico, in particolare dagli anni 1630-1640: alla corte di Luigi XIV si distinsero Antoine Coysevox, François Girardon, Nicolas Coustou e il marsigliese Pierre Puget, che fu attivo anche in Italia (principalmente a Genova). Il cantiere dei giardini di Versailles e poi del castello reale di Marly coinvolserò decine di scultori, suscitando un grande fermento artistico. Attivi prevalentemente in Italia furono invece i scultori Pierre Legros e Pierre-Étienne Monnot, che adottarono di conseguenza uno stile più berniniano.
Se a Parigi e nelle grandi città del regno prevalse un'estetica classicista, uno stile più puramente barocco trovò spazio nelle provincie frontaliere del regno, come la Provenza (in particolare nelle città di Avignone e Aix-en-Provence), la Linguadoca, il Béarn, la Lorena (semi-indipendente) e la Bretagna, specialmente in ambito sacro.

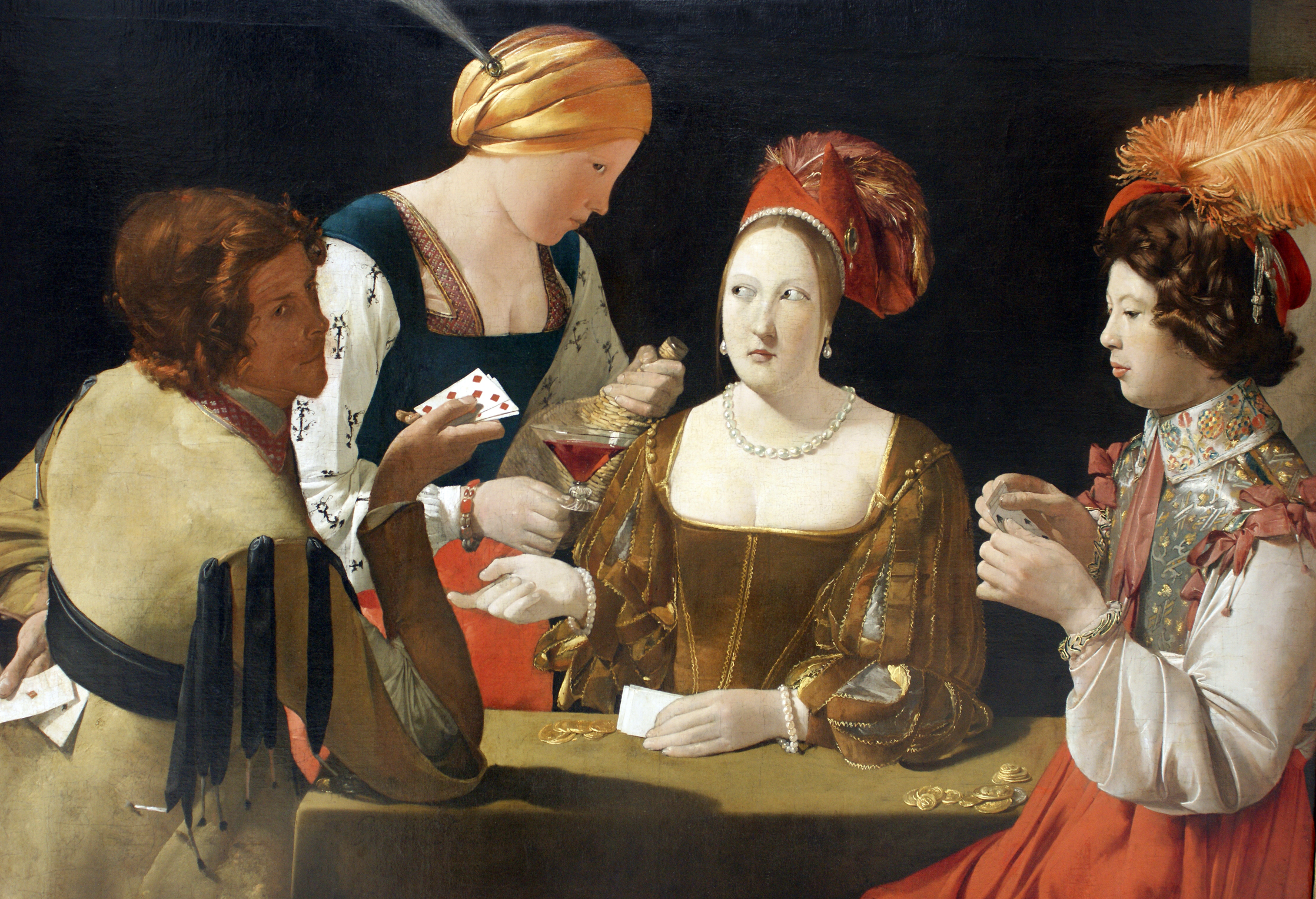
Georges de la Tour, Baro con l'asso di quadri, 1636, Parigi, Louvre
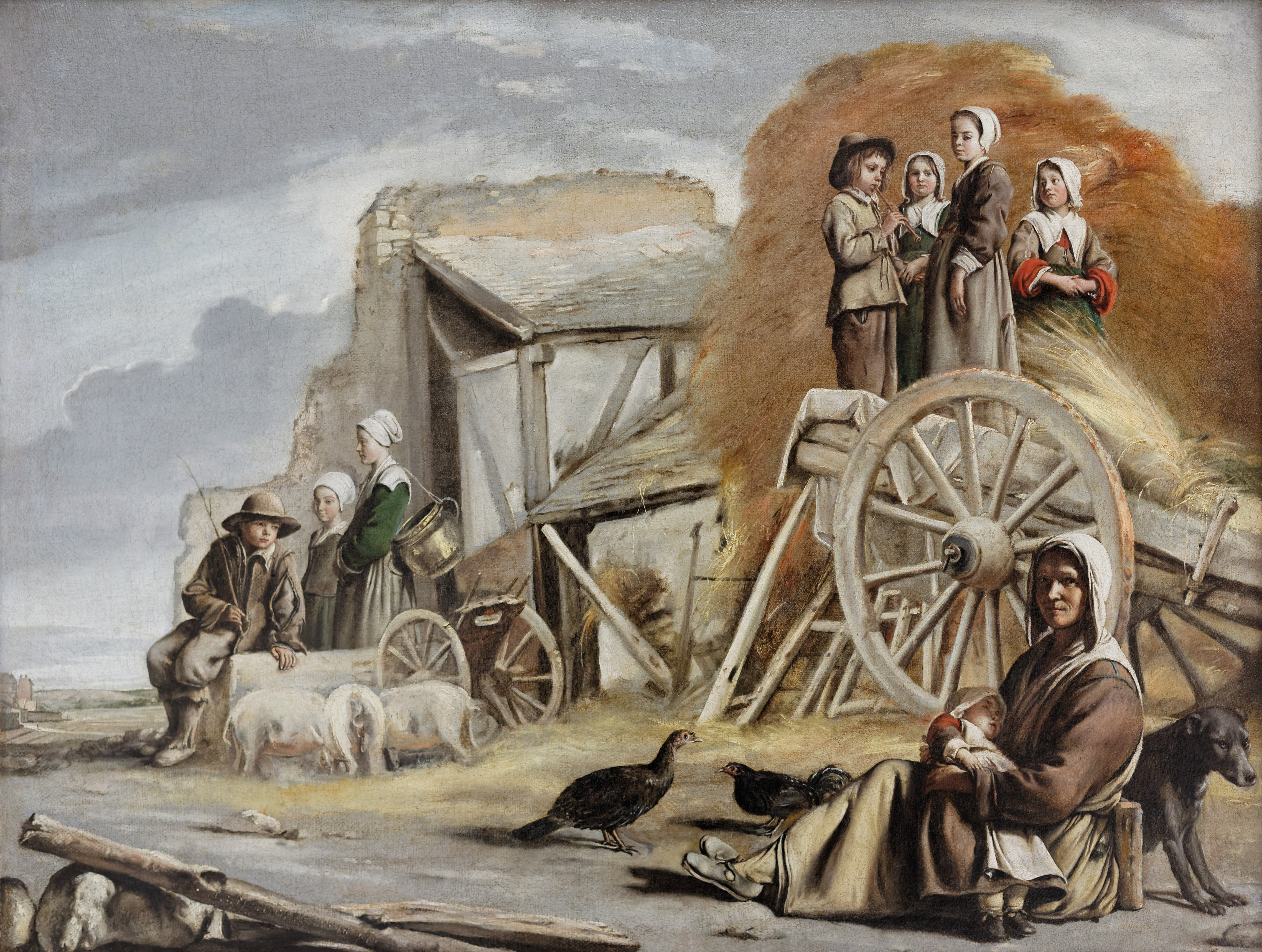
Louis Le Nain, Il carretto, 1641, Parigi, Louvre
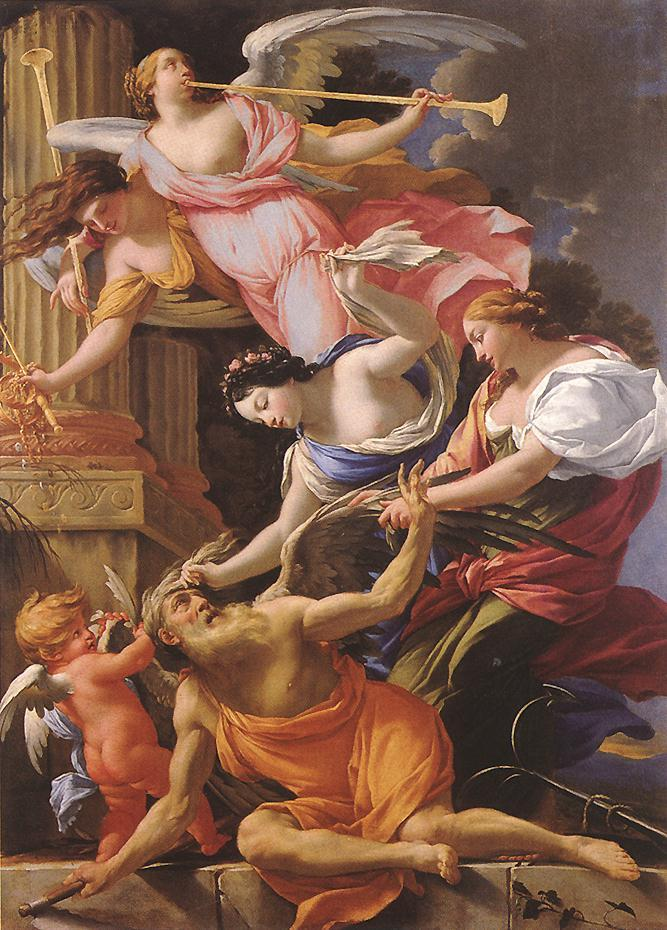
Simon Vouet, Saturno conquistato dall'Amore, Venere e la Speranza, 1645-1646, Bourges, Musée d'art et d'histoire
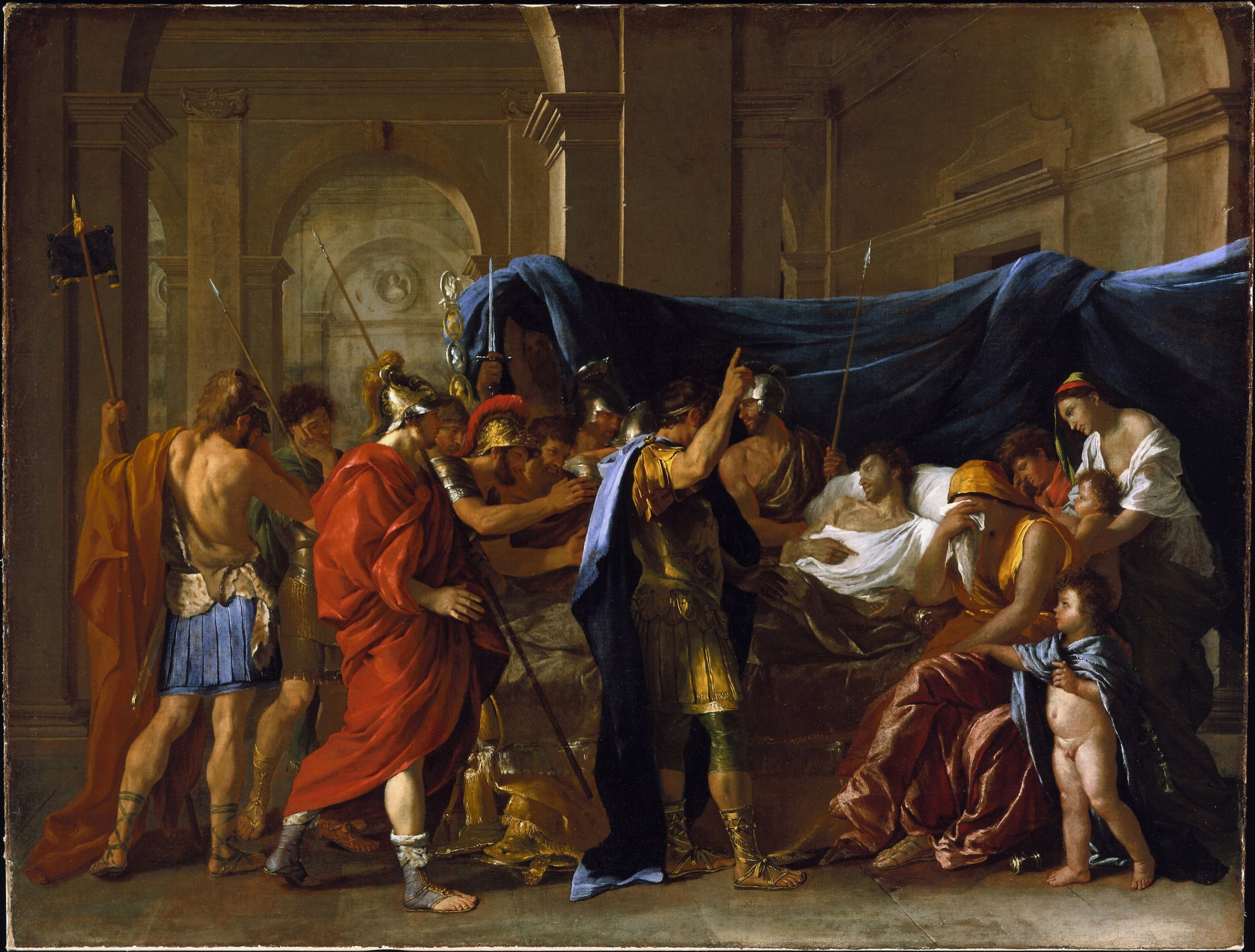
Nicolas Poussin, Morte di Germanico, 1627
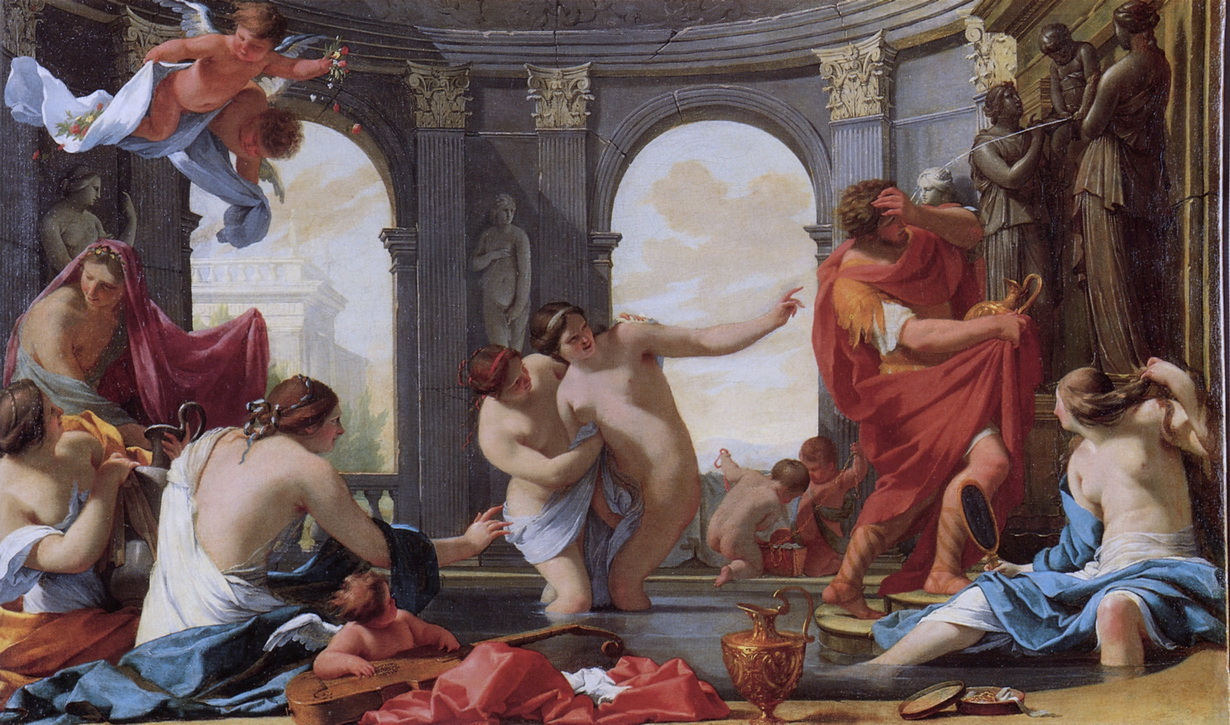
Eustache Le Sueur, Il bagno di Polifilia e le ninfe, 1636–1644, Digione, Musée Magnin
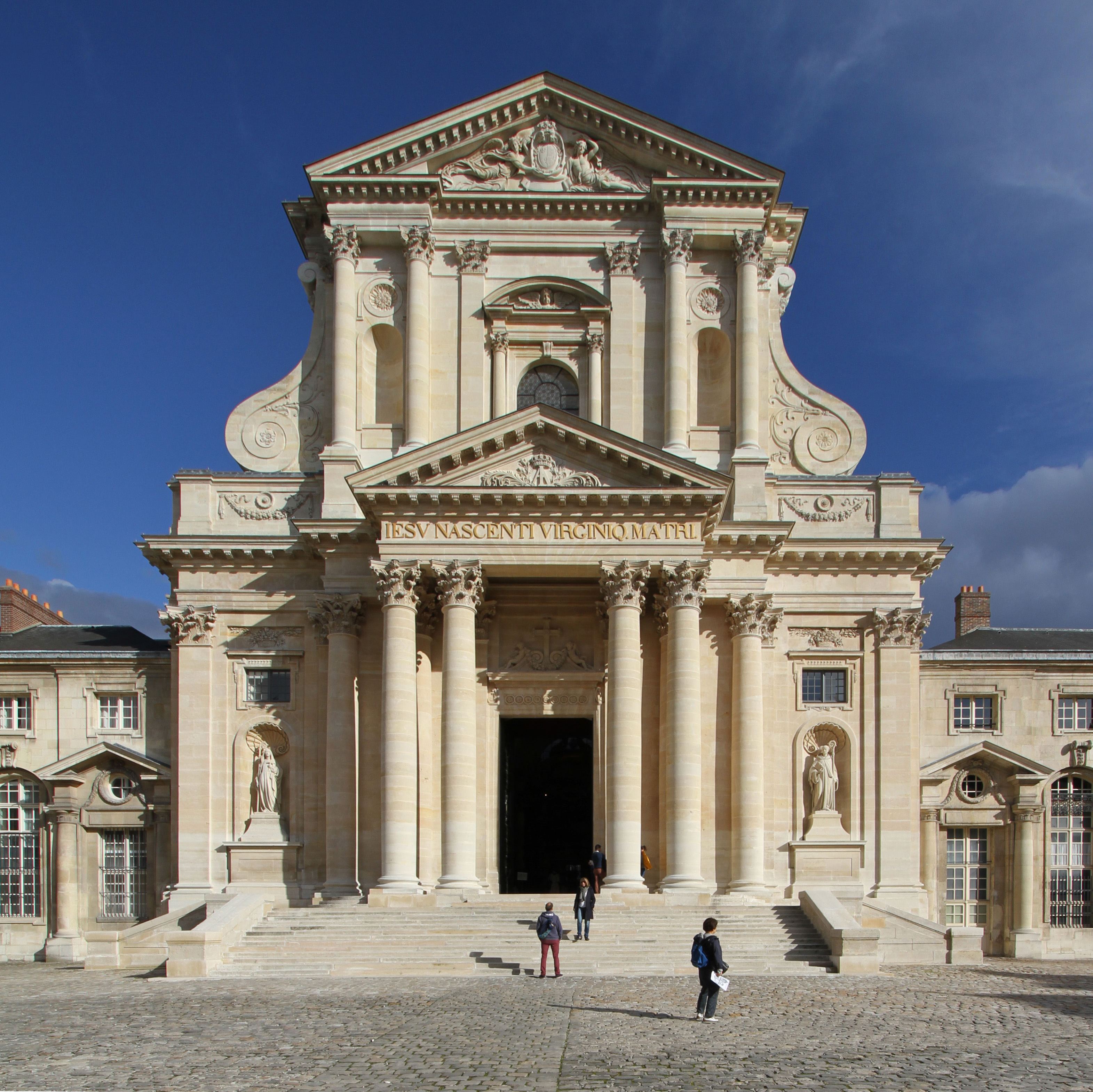
Facciata della chiesa del Val-de-Grâce, Parigi
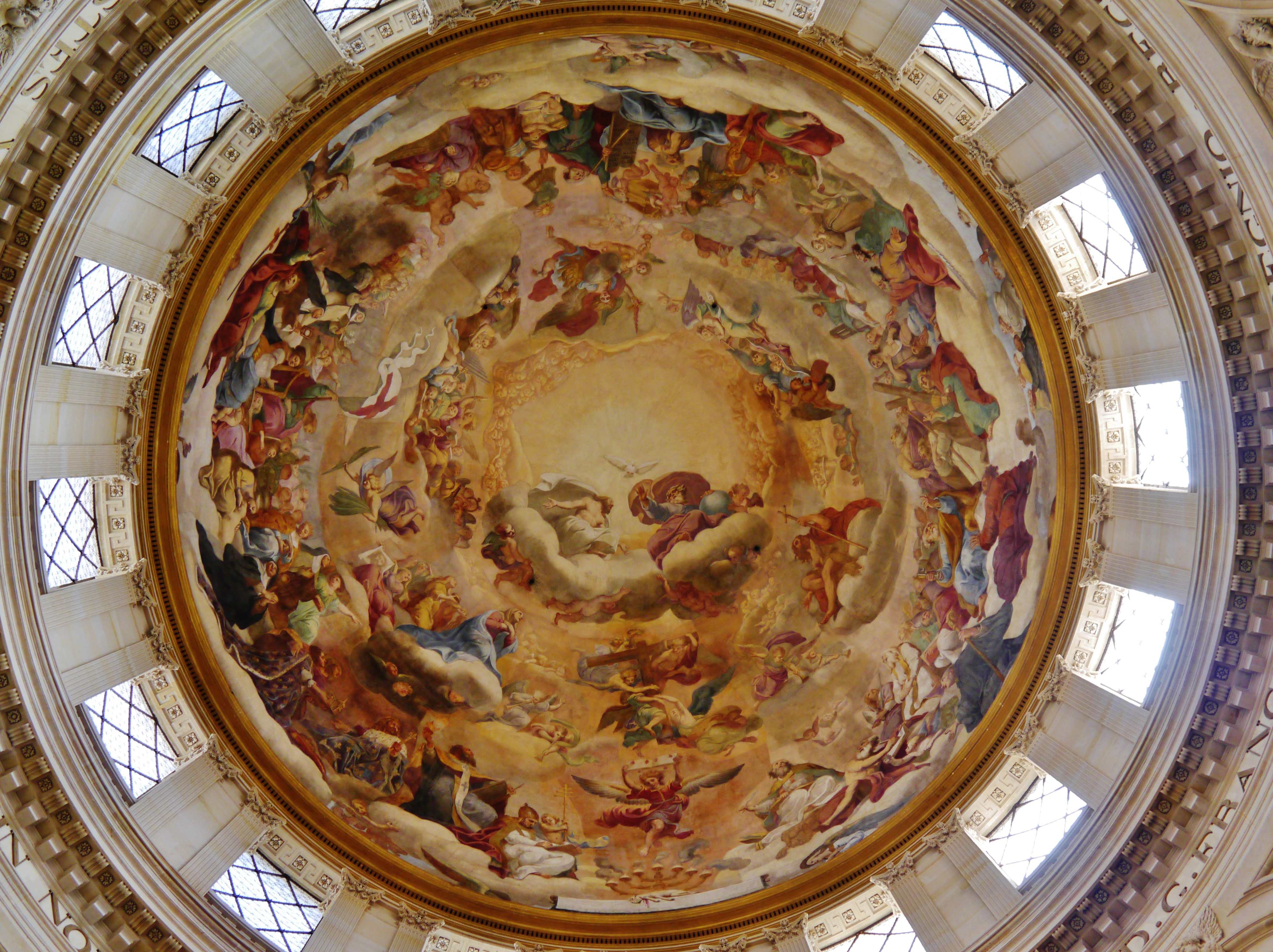
Pierre Mignard, Cupola del Val-de-Grâce, 1663, Parigi
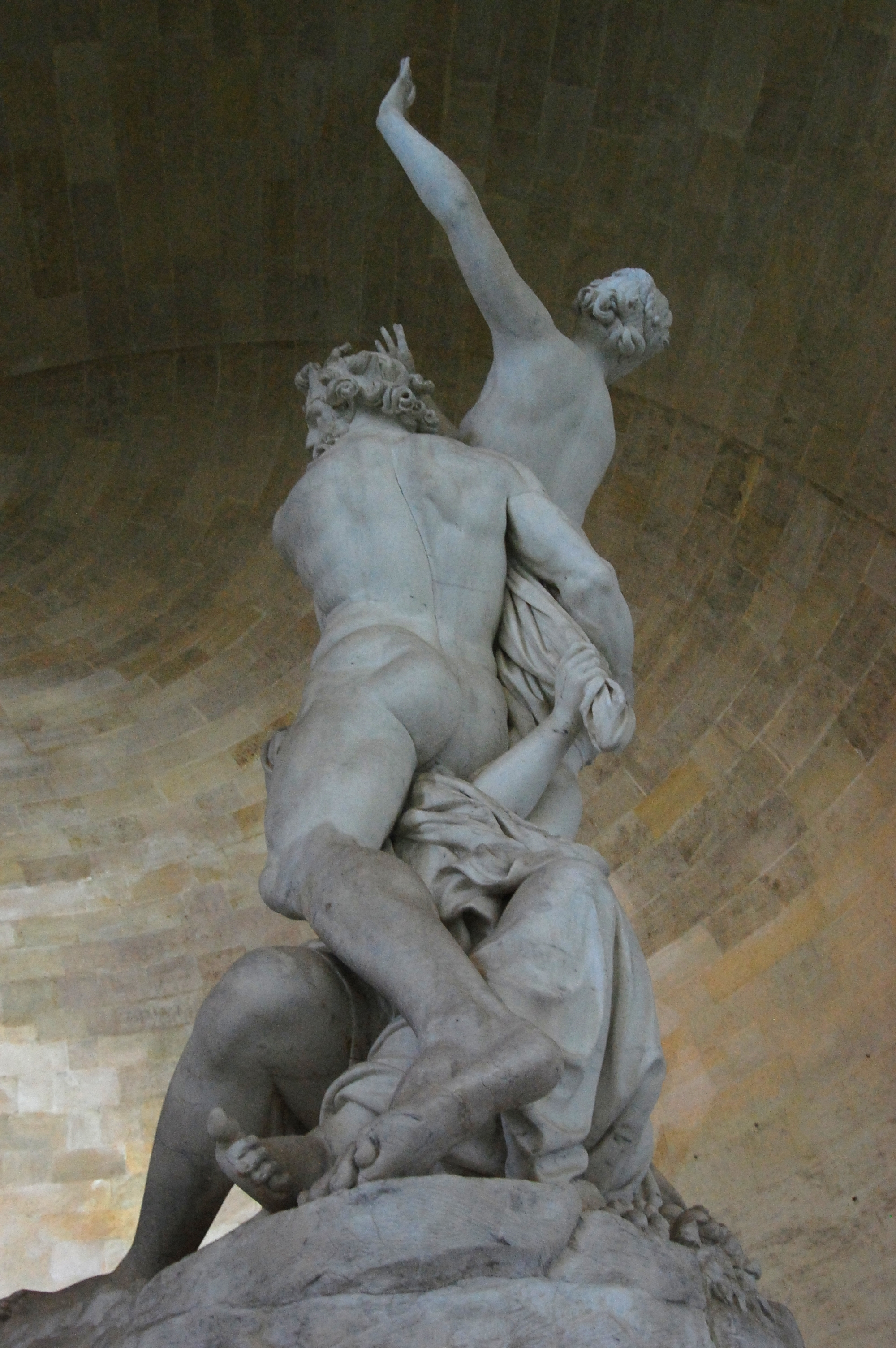
François Girardon, Il Ratto di Proserpina, 1687-1699, Reggia di Versailles
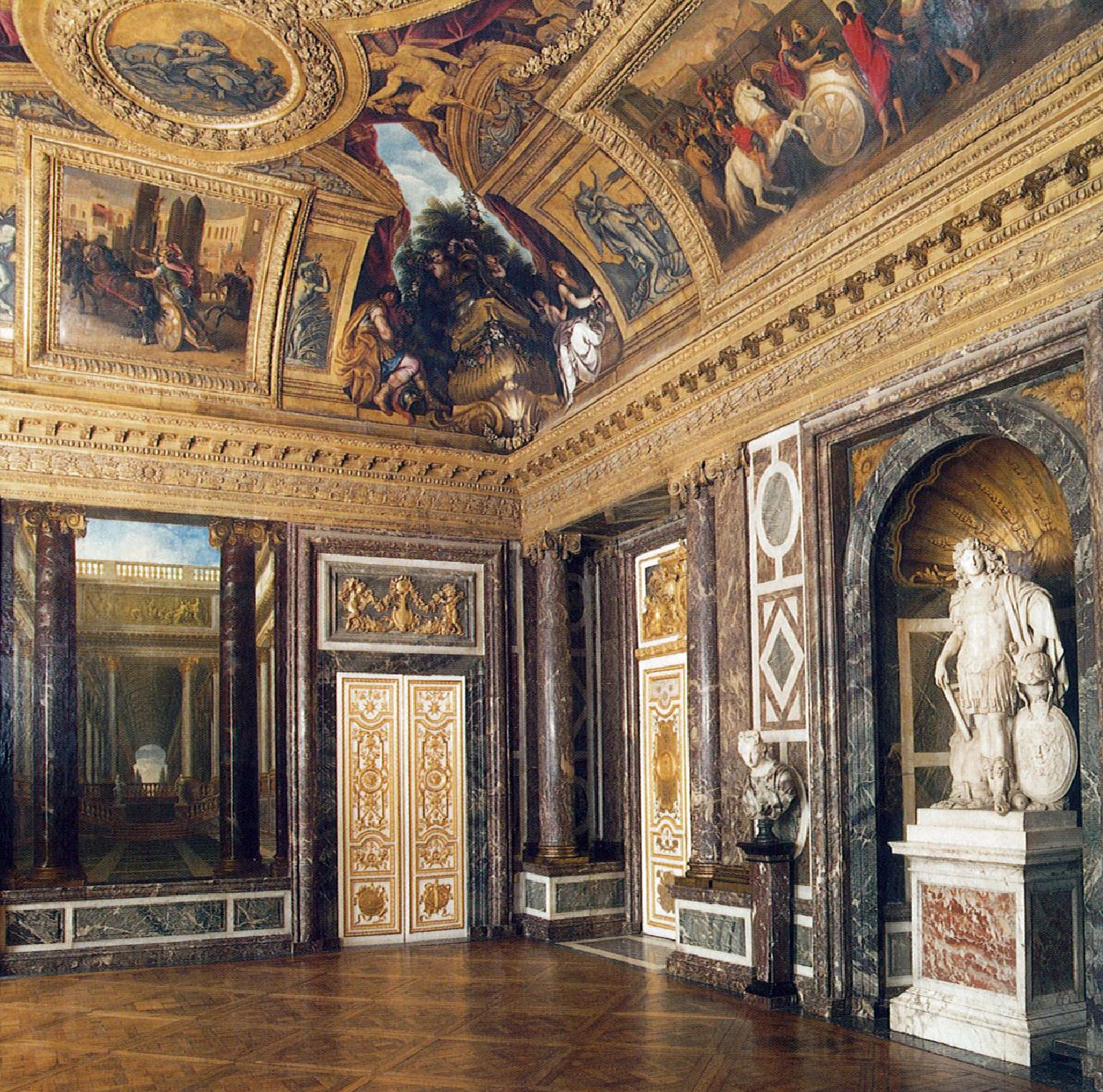
Salone di Venere, Reggia di Versailles
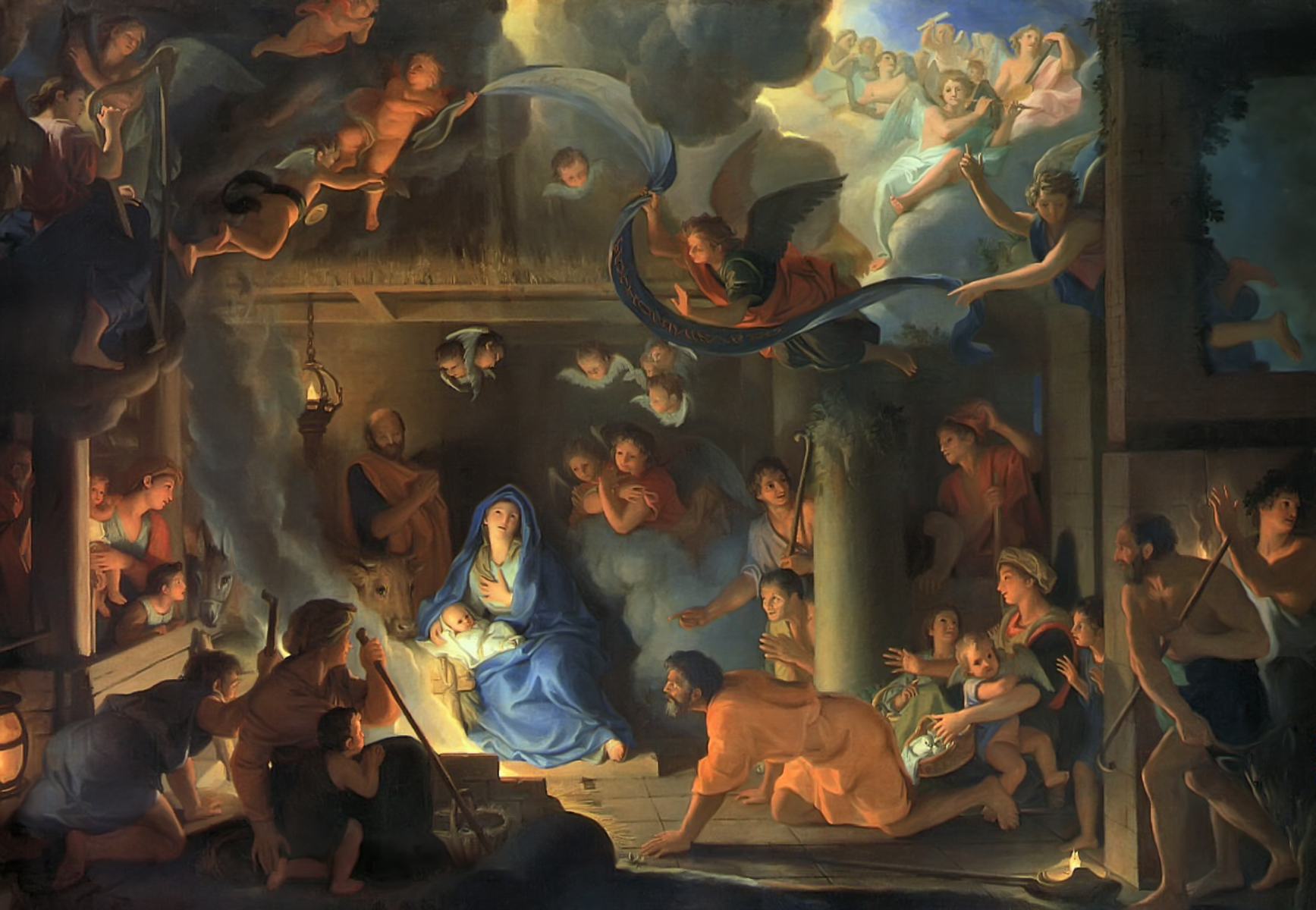
Charles Le Brun, Adorazione dei pastori, 1689, Parigi, Louvre

### Ducato di Savoia

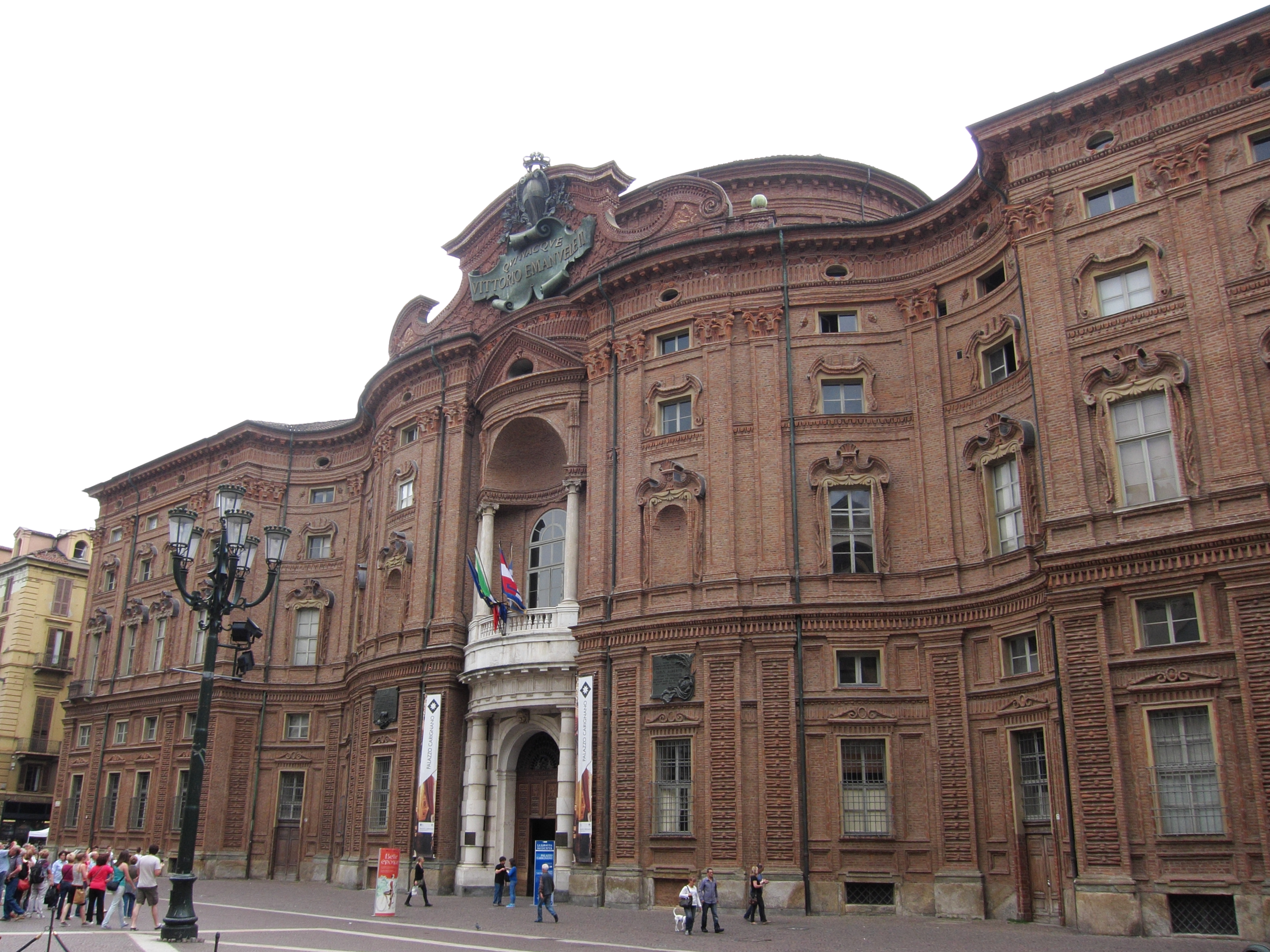
Torino, palazzo Carignano

I Savoia congiunsero il loro programma di ascesa politica nello scacchiere europeo a un rinnovamento della loro capitale, Torino. Oltre le mura romane, la città si ampliava e dotata di moderni edifici, grazie a uno studio di Ascanio Vittozzi. nella prima metà del secolo i nuovi palazzi rispecchiavano l'influenza della vicina Francia (come piazza San Carlo con le chiese gemelle, il palazzo Reale o il castello del Valentino).
Dopo la metà del secolo Guarino Guarini, già allievo di Borromini, seppe trasformare la città in un laboratorio di nuove idee, con le ardite costruzioni delle cupole di San Lorenzo e della cappella della Sacra Sindone, o con la creazione di palazzo Carignano.

### Inghilterra

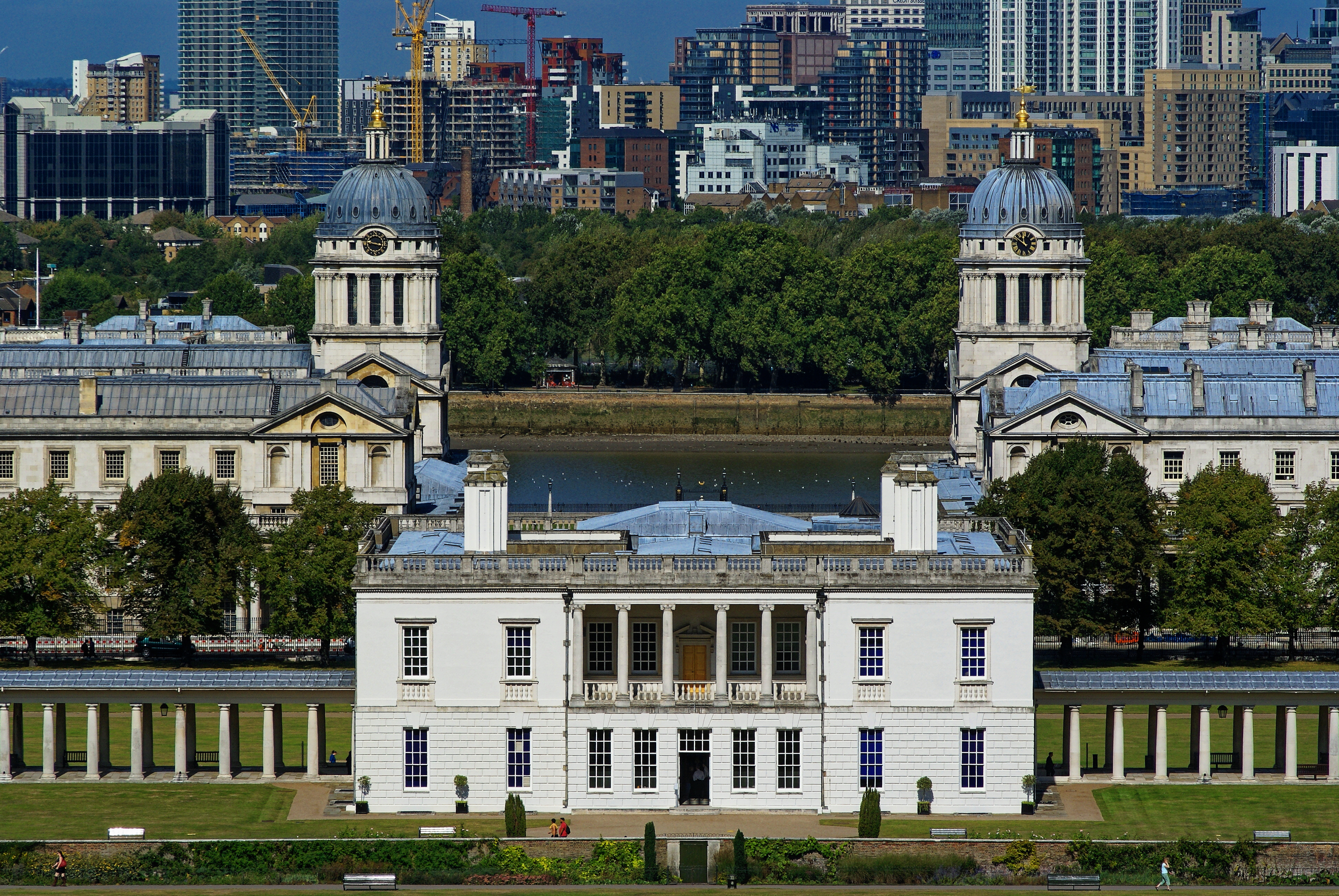
Greenwich Queen's House

Nonostante i turbolenti rivolgimenti politici, nel corso del XVII secolo l'Inghilterra si avviò a diventare quella potenza internazionale su larghi orizzonti, grazie alla sua vantaggiosa politica coloniale su nuove rotte. In campo artistico, la corte reale orientava il gusto e le scelte, convergendo verso una politica di esaltazione della casa regnante. Lo stile puramente barocco veniva però visto come troppo legato al cattolicesimo romano, per cui si privilegiò un misurato classicismo, di derivazione palladiana, che con architetti come Inigo Jones e Christopher Wren superarono (ma mai del tutto) la continua ripetizione delle formule gotiche. Se però Carlo I cercò di aprire il paese dall'isolamento artistico, avviando il dibattito sulle arti e l'approfondimento teorico, in pittura e scultura è solo grazie all'apporto di artisti stranieri (quali Rubens e Van Dyck), che il paese respira le novità continentali. Soltanto nel secolo seguente l'Inghilterra svilupperà una scuola artistica di primissimo piano, beneficiando dell'apertura verso i paesi vicini quali la Francia e i Paesi Bassi.

### Svezia

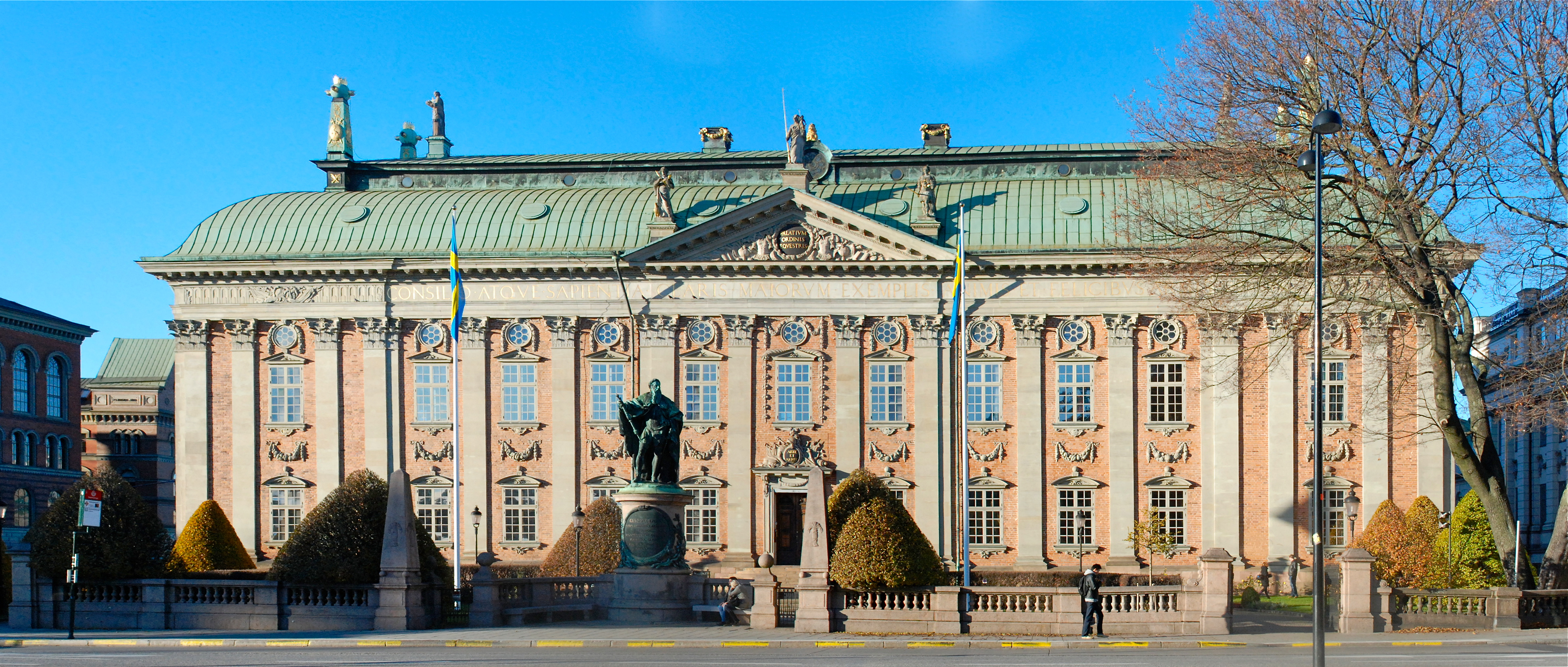
Stoccolma, Riddarhuset

Aumentando il proprio peso politico in Europa, la Svezia poté promuovere anche una crescita culturale ed artistica, aperta alle novità provenienti dall'estero. Nella prima metà del Seicento gli architetti guardarono soprattutto alla Germania e all'Olanda, mentre successivamente, grazie soprattutto all'opera di Simon de la Vallée, si adottò soprattutto il classicismo di ispirazione francese. Contemporaneamente si guardò allo stile palladiano in edifici come il Riddarhuset di Stoccolma, opera dell'olandese Justus Vingboons. Ma il paese seppe mantenere un proprio stile architettonico, ad esempio con il persistere del säteritak, il tipico tetto a due spioventi separati da un breve rialzo verticale. 
Con l'incoronazione di Cristina (1644) si assistette a un grande fermento, grazie ai contatti della regina con molti dei maggiori centri culturali europei. Specialmente tra il 1660 e il 1680 la corte e l'aristocrazia fecero costruire numerosi castelli e dimore signorili, ad architetti quali Jean de la Vallée e Nicodemus Tessin il Vecchio. In campo sacro vennero costruite nuove chiese in sontuoso stile barocco, a cui facevano da contraltare le semplici chiese luterane della località periferiche. Sotto Gustavo Adolfo fu soprattutto la pittura a beneficiare dell'apertura verso l'estero, con l'arrivo di numerosi maestri stranieri.

### Praga

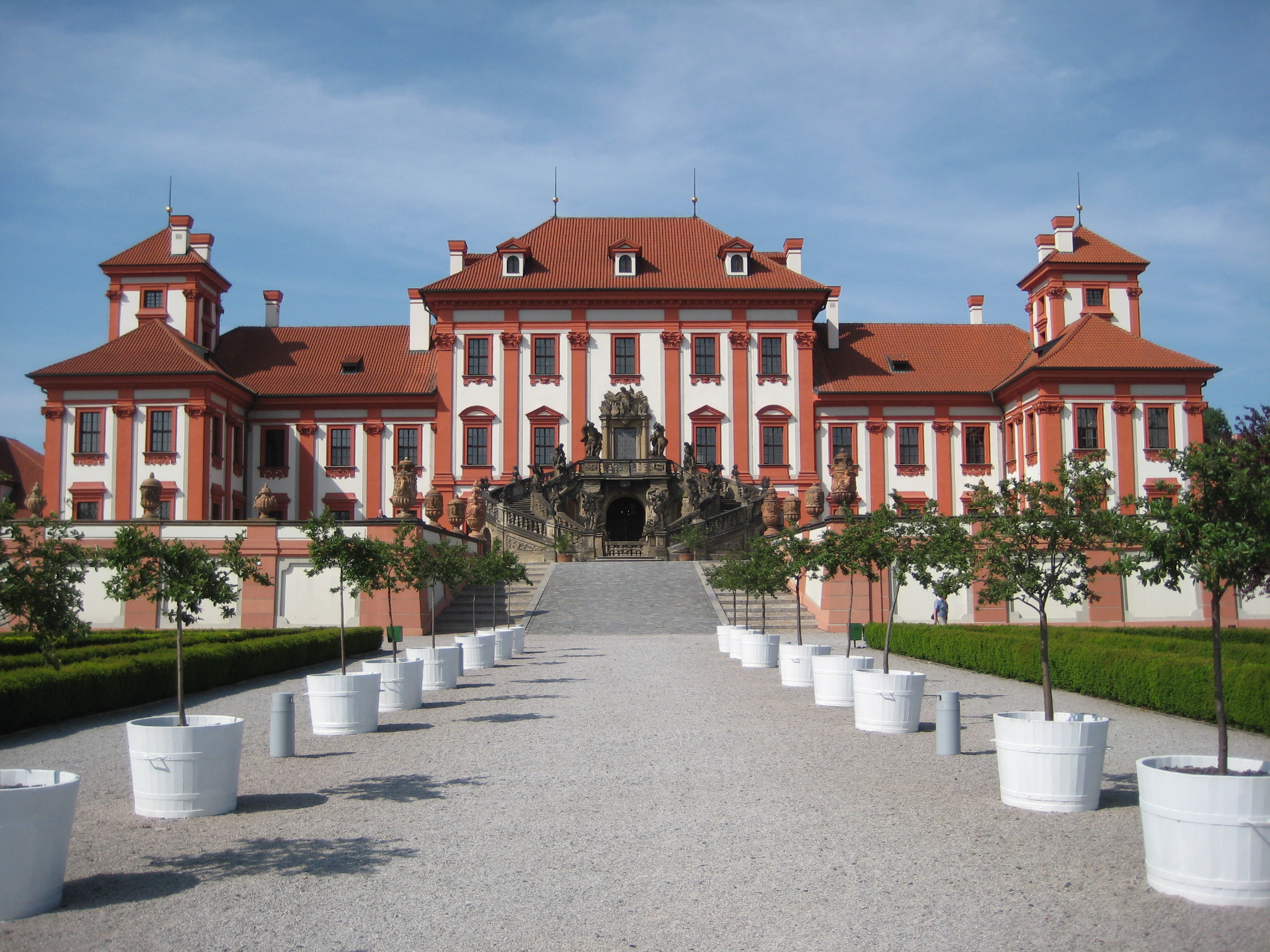
Praga, castello di Troja.

All'inizio del XVII secolo Praga era la capitale del Sacro Romano Impero, ospitando l'imperatore Rodolfo II che ne fece uno dei centri più significativi del tardo manierismo. Con la morte dell'imperatore (1612), la corte tornò a Vienna, città ormai salva dalla minaccia ottomana. Dopo un periodo di stagnazione, a metà del secolo la capitale boema visse una stagione di ripresa, grazie alla fine della guerra dei trent'anni e al fervore della Controriforma, che stimolò il rinnovo dell'architettura religiosa, spesso aiutato dalla presenza di maestri stranieri. Tra gli anni sessanta e ottanta si definì uno stile peculiare, nato dalla commistione di influenze italiane (soprattutto romane e lombarde), austriache e francesi. La successiva generazione di architetti locali beneficiò di questi esempi portando avanti un autonomo linguaggio barocco cecoslovacco (Jean Baptiste Mathey, Jan Santini Aichel, Christoph e Kilian Ignaz Dientzenhofer). 
In pittura invece non si ebbe una chiara scuola locale, ma la scena fu animata da un unico maestro di rilievo: Karel Škréta.

## Protagonisti

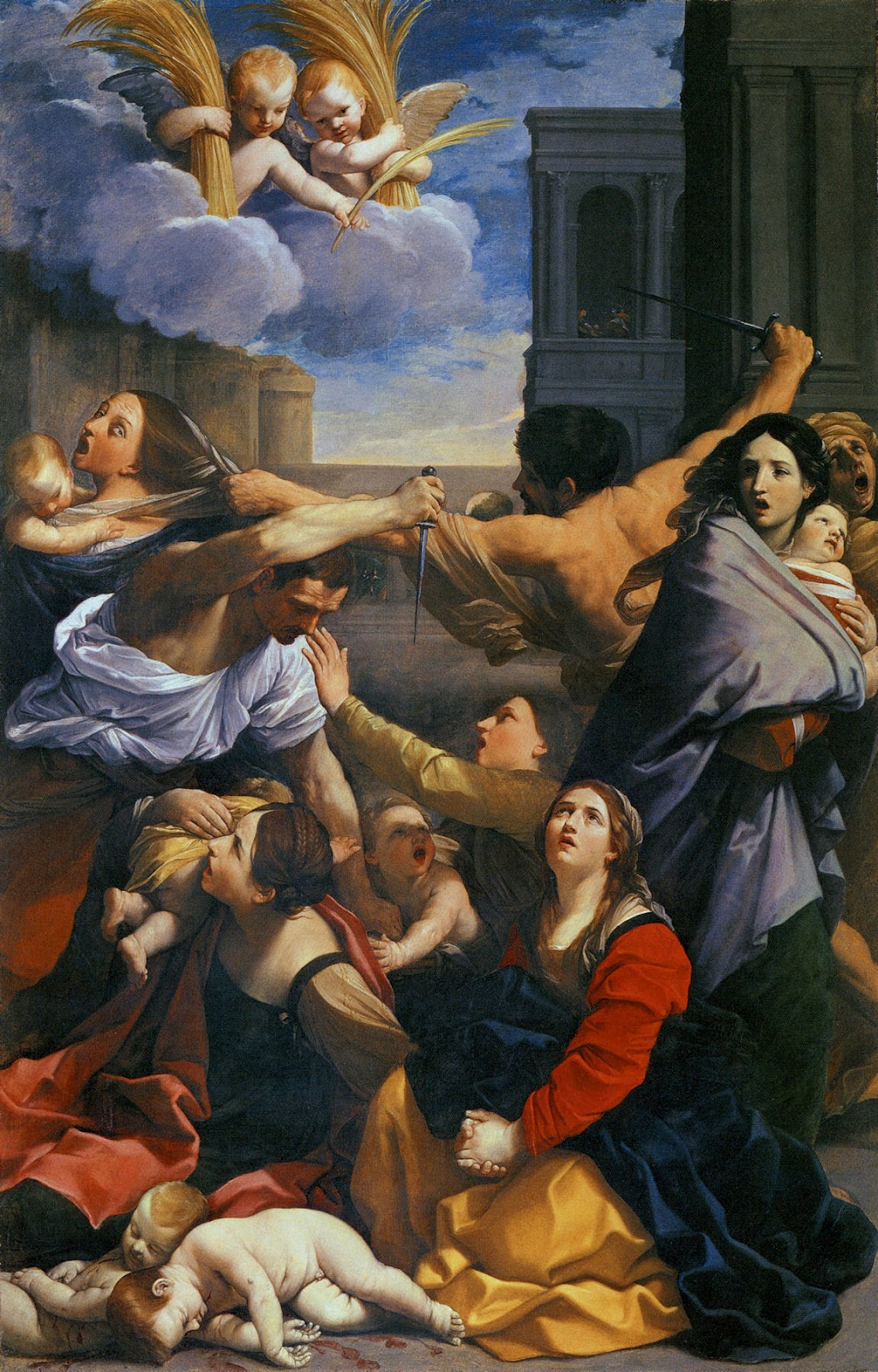
Guido Reni, Strage degli innocenti, 1611, (Pinacoteca nazionale, Bologna)

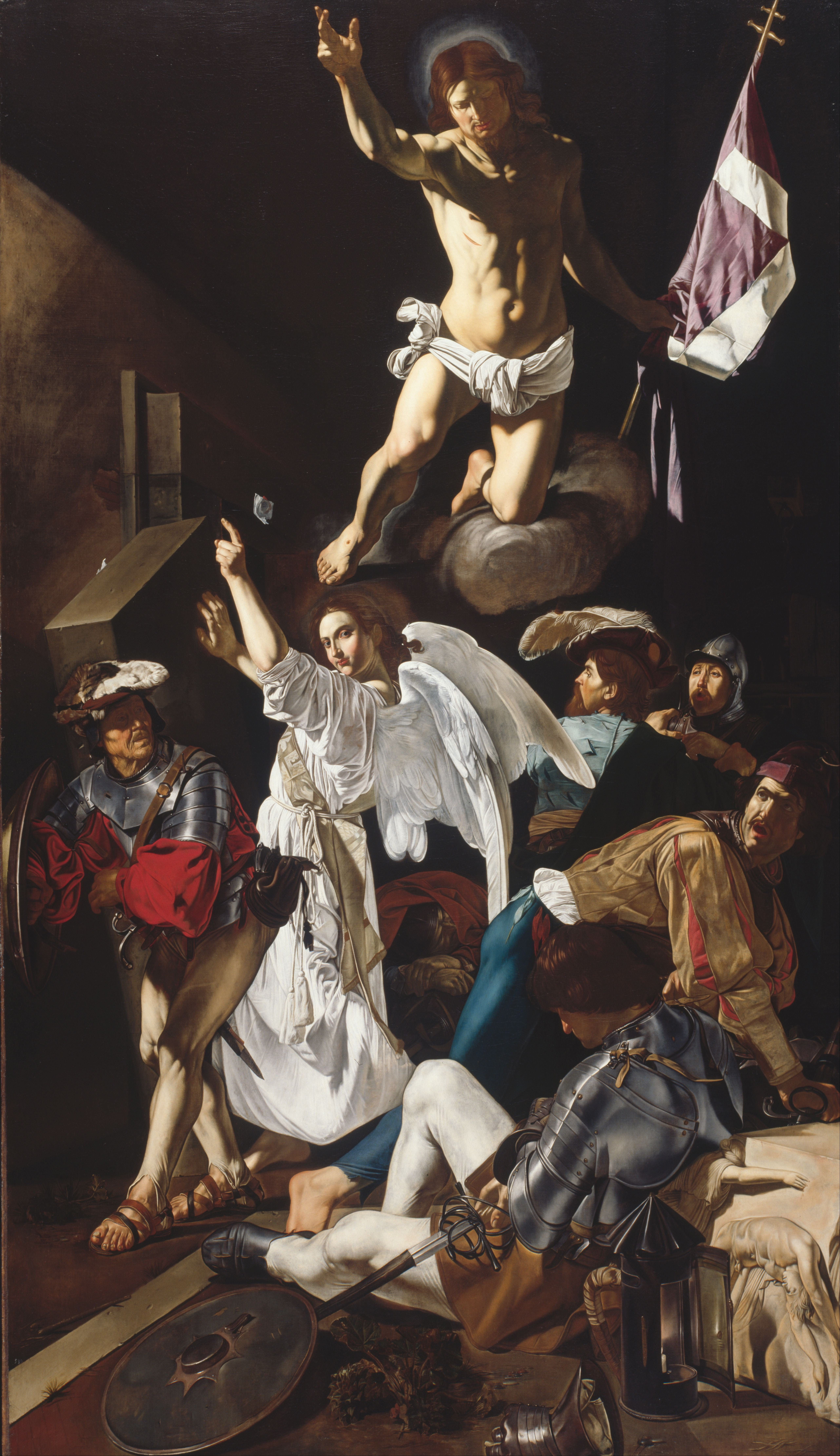
Cecco del Caravaggio, Resurrezione, 1619-20 (Art Institute, Chicago)

### Architetti
- Gian Lorenzo Bernini
- Francesco Borromini
- Salomon de Brosse
- Pietro da Cortona
- José Benito de Churriguera
- Kilian Ignaz Dientzenhofer
- Cosimo Fanzago
- Johann Bernhard Fischer von Erlach
- Guarino Guarini
- Johann Lucas von Hildebrandt
- Jacques Lemercier
- Baldassare Longhena
- Carlo Maderno
- François Mansart
- Jules Hardouin Mansart
- Johann Balthasar Neumann
- Matthäus Daniel Pöppelmann
- Francesco Maria Richini
- Carlo Rainaldi
- Louis Le Vau
- Giuseppe Zimbalo
- Filippo Juvarra

### Pittori
- Agostino Mitelli
- Angelo Michele Colonna
- Girolamo Curti
- Guido Reni
- Domenichino
- Francesco Albani
- Elisabetta Sirani
- Simone Cantarini
- Guido Cagnacci
- Domenico Maria Canuti
- Giovanni Maria Galli da Bibbiena
- Alessandro Tiarini
- Lionello Spada
- Artemisia Gentileschi
- Gerard ter Borch
- Alonso Cano
- Caravaggio
- Pieter Claesz
- Giovan Battista Crespi
- Pietro da Cortona
- Francesco Cairo
- Adam Elsheimer
- Giovan Battista Gaulli detto il Baciccio
- Luca Giordano
- Guercino
- Frans Hals
- Pieter de Hooch
- Jacob Jordaens
- Georges de La Tour
- Charles Le Brun
- Claude Lorrain
- Carlo Maratta
- Bartolomé Esteban Murillo
- Carlo Francesco Nuvolone
- Domenico Piola
- Nicolas Poussin
- Andrea Pozzo
- Mattia Preti
- Jusepe de Ribera
- Sebastiano Ricci
- Rembrandt
- Peter Paul Rubens
- Jacob van Ruisdael
- Francesco Solimena
- Jan Steen
- David Teniers il Giovane
- Juan de Valdés Leal
- Antoon van Dyck
- Diego Velázquez
- Jan Vermeer
- Simon Vouet
- Francisco de Zurbarán

### Scultori
- Alessandro Algardi
- Egid Quirin Asam
- Gian Lorenzo Bernini
- Andrea Brustolon
- Guillaume Coustou
- Antoine Coysevox
- François Duquesnoy
- Gregorio Fernández
- Cosimo Fanzago
- François Girardon
- Pierre Legros
- Stefano Maderno
- Juan Martínez Montañés
- Pierre Puget
- Camillo Rusconi
- Francisco Salzillo
- Giacomo Serpotta
- Domenico Antonio Vaccaro
- Giuseppe Zimbalo